# 현대 에어로시티
현대 에어로시티(Hyundai Aero City)는 1991년 2월에 출시한 현대자동차의 준대형 상용 버스 차종이며 원형 모델은 미쓰비시 후소의 에어로 스타 K를 도입 하며 만든 차량이다. 페이스리프트와 마이너체인지로 1991년 이래 크게 5차례(1994년 하반기, 2000년 하반기, 2002년 하반기, 2004년 11월, 2008년 1월)의 변화를 걸쳤다. 도시형버스 모델 경쟁차종으로는 자일대우 BS106 뉴 로얄시티가 존재하고, 초저상버스 모델 경쟁차종으로는 현대 블루시티, 자일대우 BS110 뉴 로얄논스텝, 에디슨모터스 화이버드 등이 존재한다. 2008년 1월부터 외형과 내장을 대폭 변경한 페이스리프트 차량이 판매되고 있다. 코드명은 HB(HB540, HB540L, HB540SL)이다. 대한민국에서 가장 흔하게 볼 수 있는 시내버스 차종이다.

## 역사

### 에어로시티 (1991년2월~2000년5월)

#### 에어로시티 520
RB520의 후속으로 1991년 2월부터 1999년까지 생산된 차종으로, 에어로시티 540보다 휠베이스가 약 20cm 짧은 저출력형 모델이다. 외관은 540과 동일하다.
자가용, 시외직행/일반형이 520에 해당된다.
1994년 말, 540 시리즈와 함께 페이스리프트되어 자가용으로 소수 판매됐다. 국방부와 치안본부(현 경찰청)에 공식 납품되어 병력/경력 수송버스로도 많이 이용됐다. 현대 에어로시티 520은 전후륜휠 8핀 형식이다. 금호상사에서 1대를 소장하고 있다. 총 13,411량이다.

#### 에어로시티 520L
1991년 2월부터 1994년 말까지 생산된 차종으로, 에어로시티 540보다 휠베이스가 약 20cm 짧은 저출력형 모델이다.
외관은 540L과 거의 동일하며 1994년 말 세로형 후면 램프로 변경되었으며 1995년 초에 단종되었다.
도시표준형이 520L에 해당된다. 참고로 세로형 후면 램프로 변경된 1995년식 차량은 충청남도 부여군 서부교통과 전라남도 순천시 순천교통에서 소수 출고하여 운행했다. 현대 에어로시티 520L은 전후륜휠 8핀 형식이다.

#### 에어로시티 520SL
1991년 2월부터 1995년 3월까지 생산된 차종으로, 에어로시티 540보다 휠베이스가 약 20cm 짧은 저출력형 모델이다.
외관은 540SL과 거의 동일하다.
520과 520L보다 지상고가 낮은 도시저상형이 520SL에 해당된다. 현대 에어로시티 520SL은 전후륜휠 8핀 형식이다.
진화운수로의 합병을 거쳐 현재 KD운송그룹 산하 대원여객으로 매각 된 서울특별시 관악구 소재 경기도 구리시를 기반으로 운영하던 업체인 부흥교통에서 냉방도시형버스 반입 직전인 1995년 3월은 기존 1991년 2월부터 1994년까지 생산된 구형과 달리 1995년 3월 이후에 생산된 현대 에어로시티 540SL과 같은 세로배열 후미등을 채택한 현대 에어로시티 520SL 최후기형을 일부 반입하여 자사 55번과 55-3번에 투입하기도 했으며 이후 냉방버스 만들기 운동에 의거 먼저 출고 된 현대 에어로시티 520SL 구형모델과 함께 루프온에어컨을 장착하는 개조사업을 진행했으며 냉방개조가 진행된 이후 부흥교통이 진화운수로 합병 된 이후에도 별 탈없이 운행했고 2001년 9월에 1994년 반입분 차량 일부가
슈퍼에어로시티 L 천연가스버스로 대폐차되면서 824번에 투입했으나 2002년 4월 1일 월요일부로 824번 (유성운수 지선버스 구 7716번)을 도원교통으로 매각했고 같은시기에 구 부흥교통 노선을 대원여객으로 매각하면서 부흥교통(구 창진상운) 인수분은 물론 극소수 남아있던 진화운수 자체로 반입한 현대 에어로시티 520SL은 구형과 최후기형 모두 대우자동차의 버스로 대폐차되면서 1995년 4월에 제작된 현대 에어로시티 520SL 최후기형모델과 냉방개조를 진행한 현대 에어로시티 520SL 모델은 모두 전멸했다. 하지만 에어로시티 520SL 가로배열 후미등을 채택한 구형모델은 서울특별시 신흥기업 (현 신흥운수)을 극소수 건재하고 있으나 이후 인천선진교통 (현 미추홀교통)의 전신인 인천광역시 소재 제물포버스 부도처리에 따라 잉여차량으로 내놓은 2001년식 현대 슈퍼에어로시티 L 디젤로 대폐차됐다.

#### 에어로시티 540

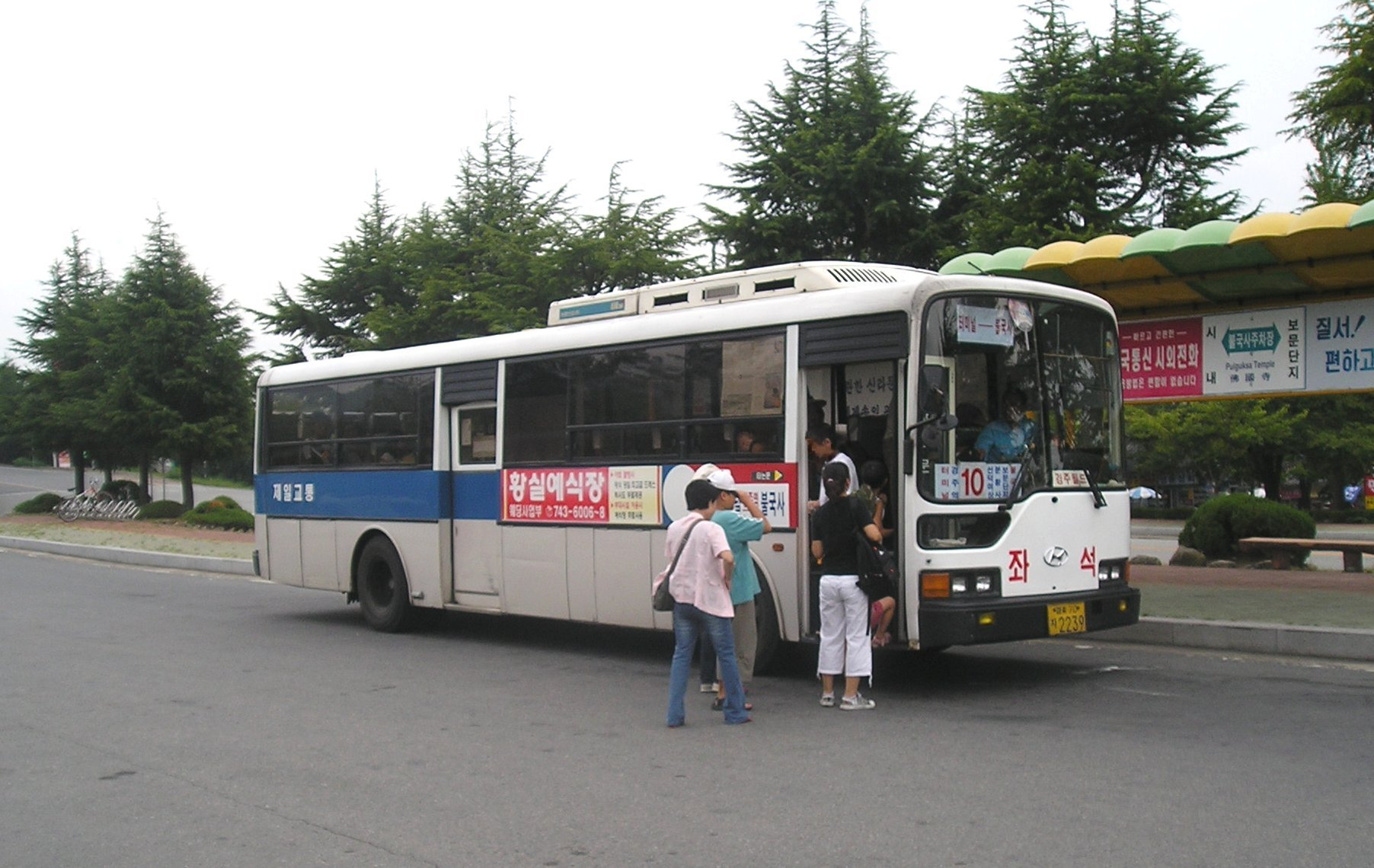
에어로시티 540

1991년 2월부터 2000년 5월까지 생산된 차종으로, 자가용, 시외직행/일반형, 시내좌석형이 540에 해당된다.
형식은 자가용/시외직행용/시내좌석형의 전문형과 시외일반형/시내좌석형의 전중문형이 있다. 1994년 말, 페이스리프트되어 대쉬보드가 바뀌었고(2007년 슈퍼 에어로시티까지 적용), 현대 엠블렘을 사용하기 시작했으며, 가로형 후면 램프에서 세로형 후면 램프로 변경됐으며, 세로형 후면 램프는 모양만 바뀐 채 2004년 11월 페이스 리프트를 거쳐 2005년식이 선보이기 직전까지 적용됐다.
1995년 중반 '타는 문', '내리는 문'과 '도시형버스 540' 글꼴이 굵은안상수체이고 냉방 버스 스티커가 타원형꼴로 부착되면서 대시보드 형태도 유선형으로 변경됐다. 1997년 후반에 280마력/110토크 터보 인터쿨러 엔진(D6AB)이 장착된 모델이 병행 판매되었는데 일반형과는 달리 후면부의 후미등이 더 위에 위치했고 일반형에 있던 후면 유리창 우측 밑에 있던 노선번호판 기능을 하는 쪽창이 없고 철판으로 되어 있고 거기에 주유구 같은 것이 있다.
1998년 말 전중문형식의 전문 유리창 형태가 약간 둥근형태에서(1991년부터 적용) 완전 직각형태로(현재까지 적용) 변경된 후 1999년 중반에 후면 그릴이 타원형에서 사각형으로 변경됐고 '타는 문'과 '내리는 문' 글꼴이 가는헤드라인체로 바뀌었으며 냉방 버스 스티커도 타원형에서 둥근 직사각형으로 변경됐다.
2000년 초 사이드 미러가 하부상승형에서 상부하강형으로 변경됐다.
이러한 형태는 운전석측은 2004년 모델 체인지 직전까지 적용됐으며 출입문측은 지금까지 적용되고 있다. 현대 에어로시티 540은 전후륜휠 8핀 형식이다. 총 7,678량이다.

#### 에어로시티 540L

에어로시티 540L

1991년부터 2000년까지 생산된 차종으로, 도시표준형이 540L에 해당된다. 1995년 3월 냉방 시내버스가 출시되었으며 동년 중반 '타는 문', '내리는 문'과 '도시형버스 540' 글꼴이 굵은안상수체이고 냉방 버스 스티커가 타원형꼴로 부착되면서 대시보드 형태도 유선형으로 변경되었다. 1997년 후반에 기본 승객석 창틀이 2/3 하부 개폐창으로 변경되었다. 다만 전면 개폐창은 옵션사양이 되었다.
나머지는 에어로시티 540과 동일하다.
냉방형으로 경기도 수원시 남양여객에, 그리고 무냉방형으로 전라북도 일부지역에 최후까지 생존했으며 2011년 12월에 전라북도 남원시 남원여객에 보유한 해당 차량을 끝으로 영업용 차량은 모두 대폐차되었다. 현대 에어로시티 540L은 전후륜휠 8핀 형식이다.

#### 에어로시티 540SL

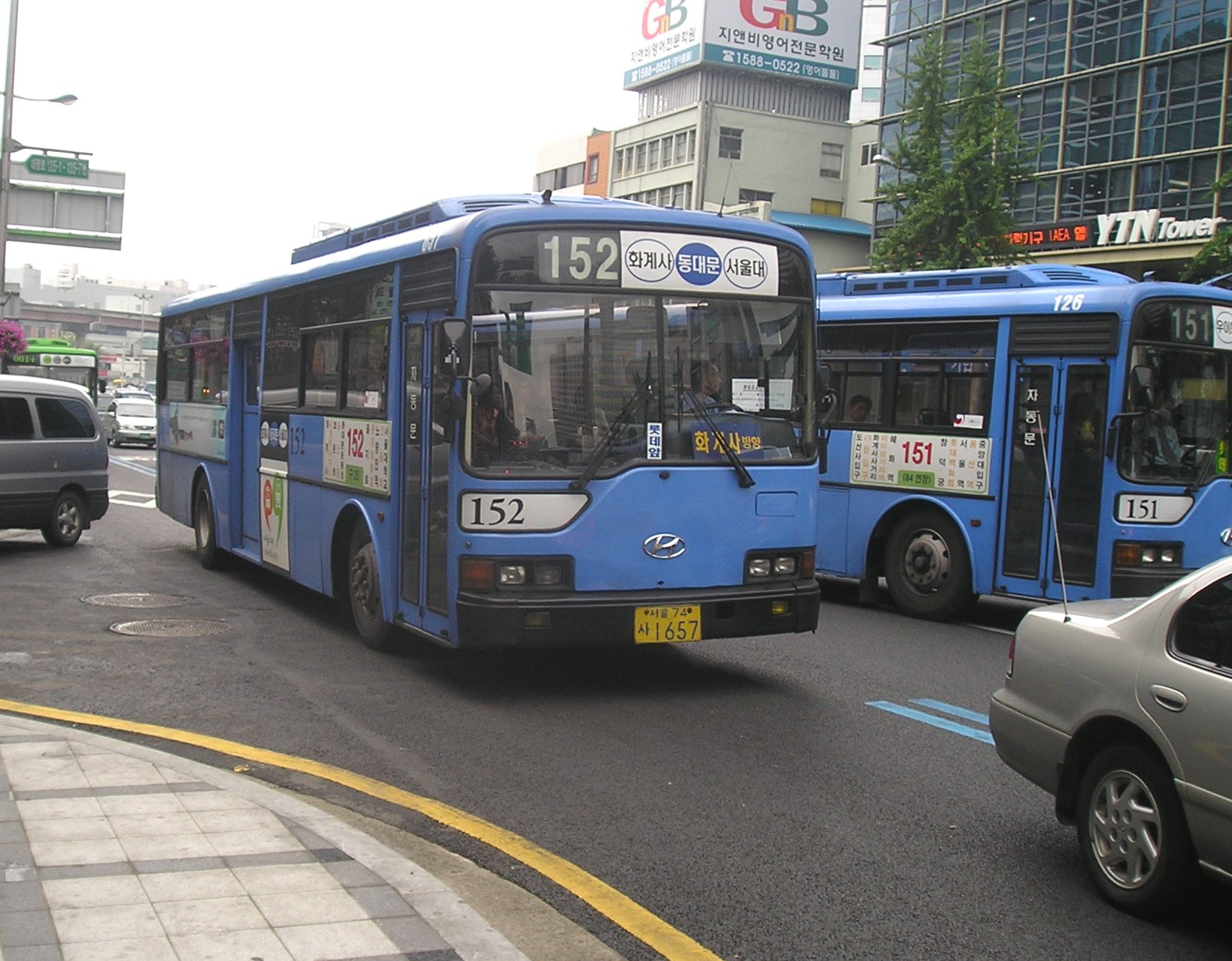
에어로시티 540SL

1991년부터 2000년까지 생산된 차종으로, 540과 540L보다 지상고가 낮은 도시저상형이 540SL에 해당된다. 나머지는 에어로시티 540L과 동일하다. 1997년 후반부터 승객석 창틀이 2/3 하부 개폐창으로 변경되었다. 현대 에어로시티 540SL은 전후륜휠 8핀 형식이다.

#### 에어로시티 초저상
1997년 서울 모터쇼에서 에어로시티 NF 라는 모델명으로 출품한 3도어 디젤 초저상 버스다. 실제 시판 되지는 않았으며, 이후 2003년에 저상 슈퍼 에어로시티가 시제차로 생산되었다.

### 슈퍼 에어로시티 (2000년5월~2004년10월)

#### 슈퍼 에어로시티

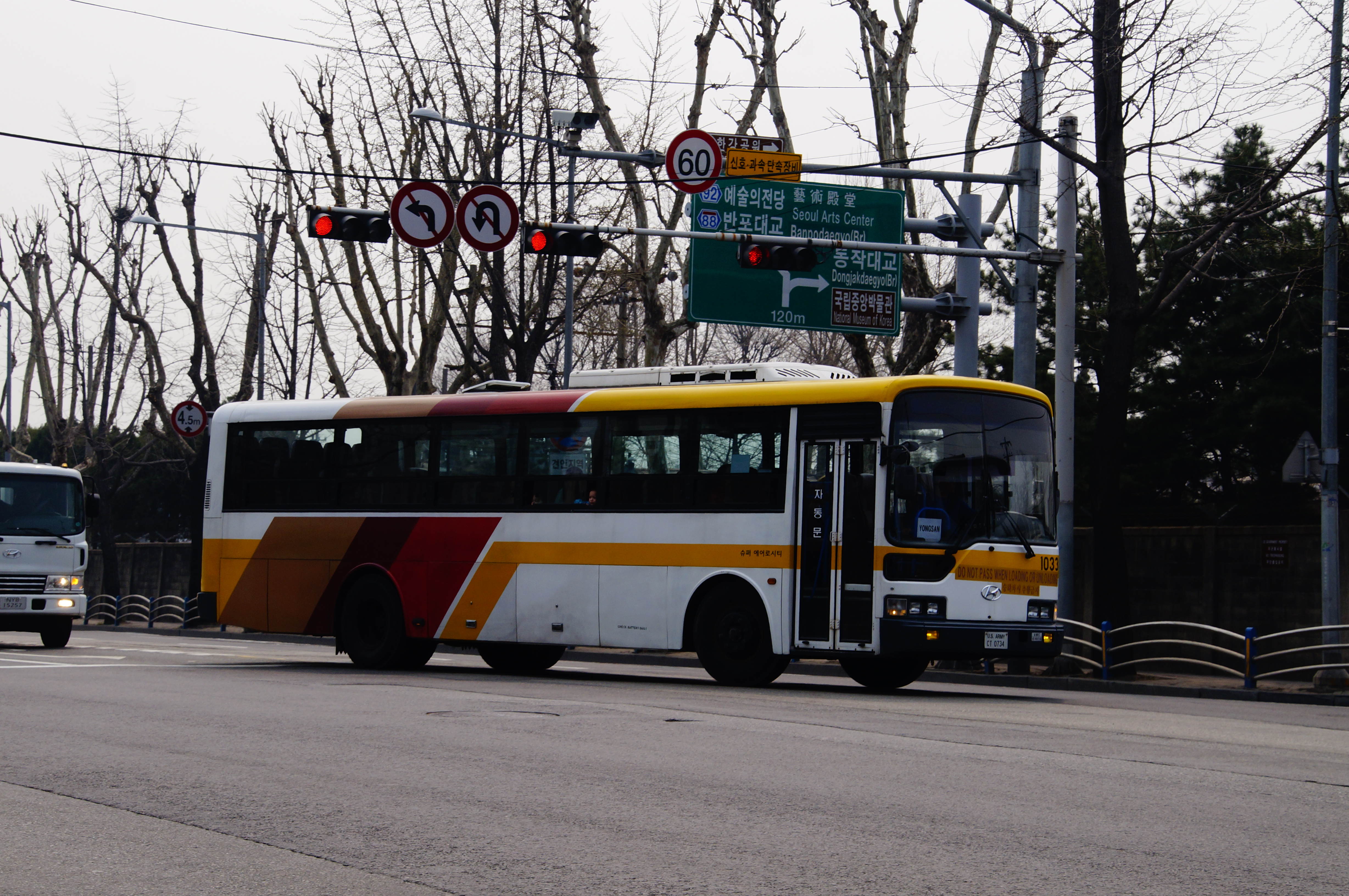
슈퍼 에어로시티

2000년 5월부터 2004년 10월까지 생산된 차종으로, SAC라는 약칭으로도 불린다. 또한 전신모델이였던 에어로시티 540에서 외형과 내장재를 일부 변경하여 출시된 차종이다.
자가용과 시외직행/일반형, 시내좌석형이 슈퍼 에어로시티에 해당된다. 슈퍼 에어로시티는 전후룬휠 8홀 8핀 형식이다.
시내좌석형에 한하여 2000년 6월부터 CNG를 연료로 하는 CNG버스가 판매됐다. 2000년식은 무인터쿨러도 존재했으며, 과거 RB520시절부터 적용된 운전석 좌측 창문위에 써져 있는 위험물 적재엄금이라는 안내문이 붙어 있다. 승객석시트는 노란색이었고, 이것은 2002년식까지 유지됐다.
- 2002년 상반기에 출고된 차량은 FIFA 한일월드컵 스티커가 뒤창문에 부착됐다. 당시 현대자동차가 한일월드컵 공식 후원사로 선정되었기 때문이다.
- 2002년 상반기부터 기존 호박색 시그널 램프가 흰색으로 변경됐다.
- 2002년 말에 출시된 2003년형부터 승객석시트는 다크블루색으로 변경됐다. 버스년식을 알 수 있는 패찰은 2000년식부터 2003년 초기형까지는 전문 위에 붙었으나 2003년 중반기부터는 전문 계단에 부착됐다.
- 2002년 하반기엔 페이스리프트를 거쳐 헤드라이트가 사각형 4등식에서 원형 4등식으로 변경 및 디젤차량에 후면부 그릴이 추가, 콜부저 디자인이 변경됐고, 중문 개폐음이 변경, 시내버스 차량에는 중문에 봉벨이 삭제된 2003년식이 선보였다. 만약에 차량 재도색 때문에 구분하기 힘들 경우, 후미등이 분리형일 경우 후기형임을 알 수 있다.

#### 슈퍼 에어로시티 L

슈퍼 에어로시티 L 천연가스버스

2000년 5월부터 2004년 10월까지 생산된 차종으로, 기존 에어로시티 540L에서 외형과 내장재를 일부 변경하여 출시된 차종이다.
도시표준형이 슈퍼 에어로시티 L 에 해당된다. 슈퍼 에어로시티 L도 전후륜휠 8홀 8핀 형식이다.
2000년 5월부터 CNG를 연료로 하는 CNG버스가 판매됐고, 2002년 후기형 천연가스버스는 승객석시트 색상이 노란색에서 다크블루색으로 변경됐고, 뒷면 그릴이 추가된데 이어 같은해 2002년 하반기는 페이스리프트를 거쳐 헤드라이트가 4등식 사각형 타입에서 4등식 원형 타입으로 변경과 동시에 콜부저 모양이 변경됐고, 중문 개폐음이 변경 및 중문에 기둥벨이 삭제됐으며, 디젤차량도 승객석시트 색상이 기존 노란색에서 다크블루색으로 변경된 후 뒷면에 그릴이 추가된 2003년식이 선보였다.

#### 슈퍼 에어로시티 SL

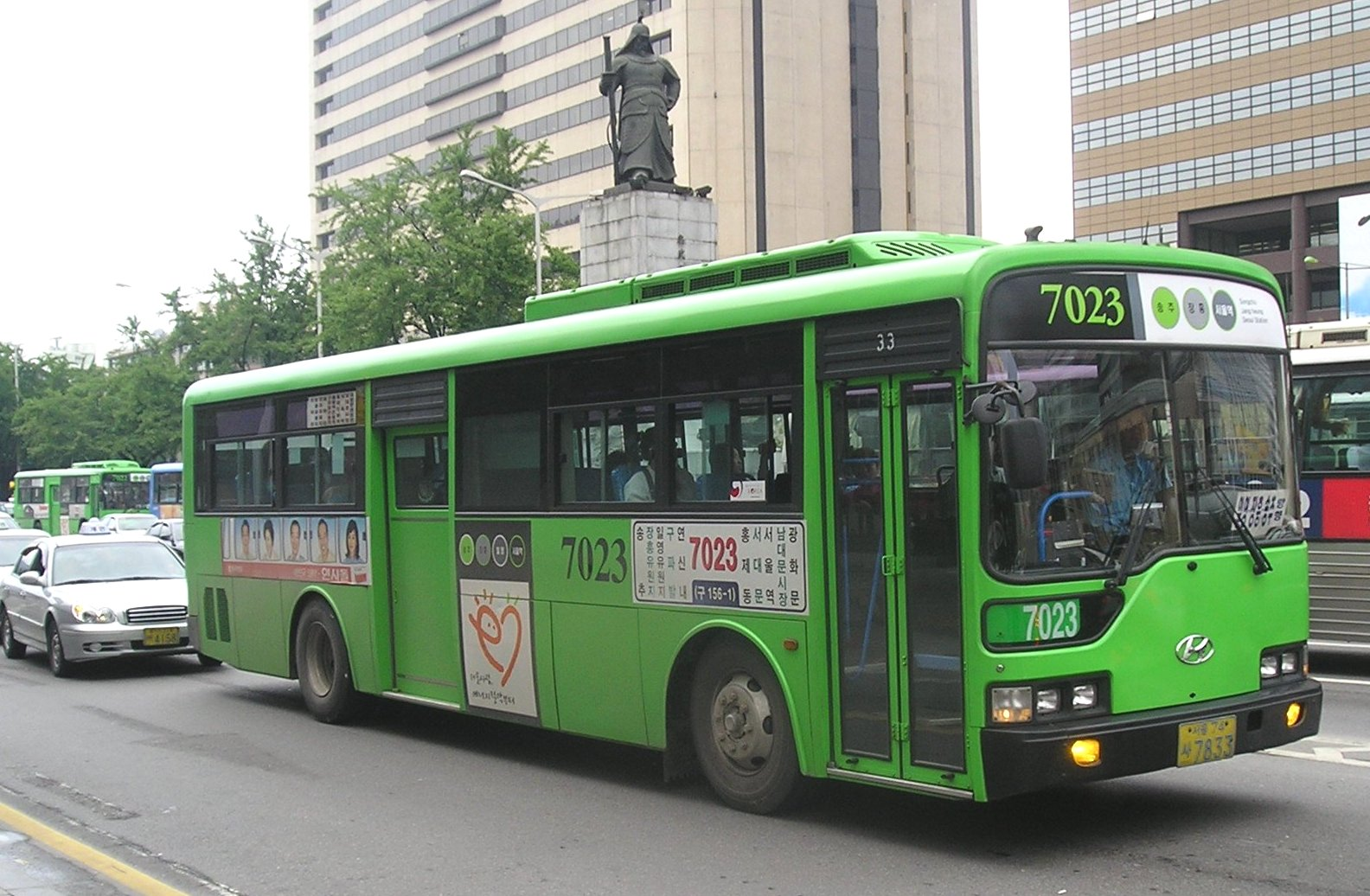
슈퍼 에어로시티 SL

2000년 5월부터 2004년 10월까지 생산된 차종으로, 기존 에어로시티 540SL에서 외형과 내장재를 일부 변경하여 출시된 차종이다. 슈퍼 에어로시티 SL도 전후륜휠 8홀 8핀 형식이다.
슈퍼 에어로시티와 슈퍼 에어로시티 L보다 지상고가 낮은 도시저상형이 슈퍼 에어로시티 SL에 해당된다. 슈퍼 에어로시티 SL은 CNG용이 없고 모두 경유차량이다. 2002년 하반기엔 페이스리프트를 거쳐 헤드라이트가 4등식 사각형 타입에서 4등식 원형 타입으로 변경과 동시에 콜부저 모양이 변경됐고, 중문 개폐음이 변경 및 중문에 기둥벨이 삭제됐으며, 디젤차량도 승객석시트 색상이 기존 노란색에서 다크블루색으로 변경된 후 뒷면에 그릴이 추가된 2003년식이 선보였다.

#### 저상 슈퍼 에어로시티
2002년부터 시제차를 소수 생산 및 판매했다가, 다시 회수했으며, 2003년부터 2004년 10월까지 대우 BS120CN Royal Nonstep과 함께 국내 최초로 대량 양산된 초저상버스다. 차량 후두부는 슈퍼 에어로시티와 동일하다. 디젤 엔진은 원천적으로 선택이 불가능하고, 모든 차량이 CNG 엔진으로만 출고됐다. 차체 구조 특성상 기어핸들 링크 설치가 곤란하여 ZF 또는 앨리슨의 버튼식 자동변속기가 기본 적용됐고, 앞바퀴 위 휠하우스에는 좌석을 설치하지 않았고 대신에 짐칸으로 처됐다. 대우의 초저상버스인 BS110CN 로얄논스텝과 BS120CN 로얄논스텝보다 길이가 짧단 특징이 있다. 저상 슈퍼 에어로시티는 전후륜휠 10홀 10핀 형식이다.

### 뉴 슈퍼 에어로시티 (2004년11월~2008년1월)
뉴 슈퍼 에어로시티는 2004년 11월에 출시됐다. 기존 슈퍼 에어로시티에서 바닥재와 사이드미러를 변경해서 출시한 차량이다.

#### 뉴 슈퍼 에어로시티

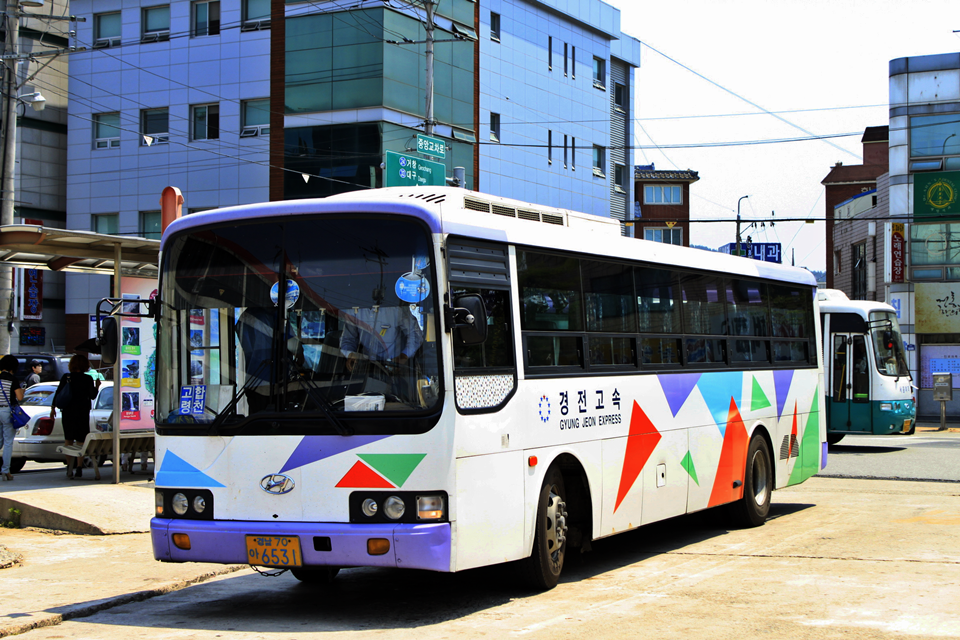
슈퍼 에어로시티

2004년 11월부터 생산되고 있는 차종으로, NSAC라는 약칭으로도 불린다. 기존  에어로시티에서 후면 램프를 분리형에서 일체형으로, 내장재 일부와 운전석측 사이드 미러를 하강형에서 고정형으로 각각 변경하여 출시된 차종이다.
자가용과 시외직행/일반형, 시내좌석형이 뉴 슈퍼 에어로시티에 해당된다.
전 모델이 경유와 CNG를 연료로 한다. 뉴 슈퍼 에어로시티는 전후륜휠 8홀 8핀 형식이다.

#### 뉴 슈퍼 에어로시티 L

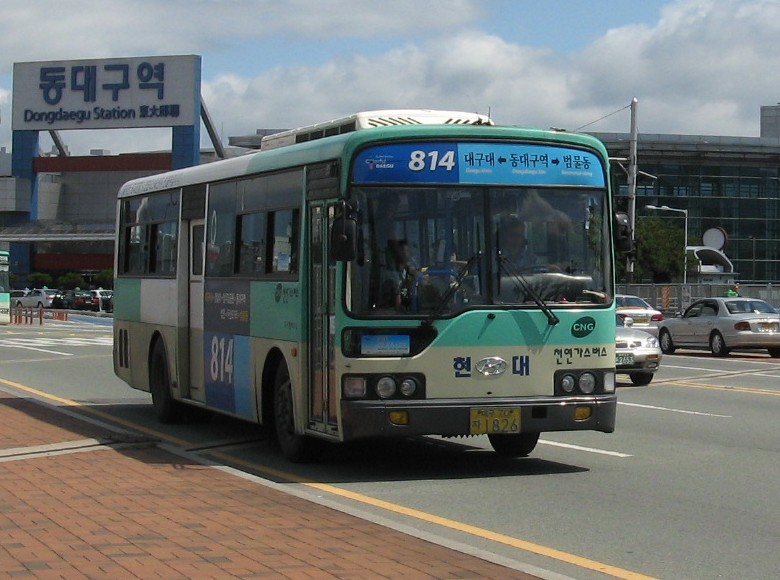
슈퍼 에어로시티 L CNG 천연가스버스

2004년 11월부터 2008년 1월까지 생산된 차종으로, 기존 에어로시티에서 내장제 일부와 후면 램프를 분리형에서 일체형으로 변경하고, 운전석측 사이드미러를 하강형에서 고정형으로 변경하여 출시된 차종이다. 도시표준형이 뉴 슈퍼 에어로시티 L 에 해당된다. 전 차량이 경유 또는 CNG를 연료로 사용한다. 2004년 11월 제작분 차량은 인천광역시 영풍운수(출시 이전 시제차량)를 최초로 출고하였고, 대구광역시 경북교통, 서울특별시 태진운수, 태진운수, 한성여객 등지에서 운행했다. 2005년부터는 둥근 미러커버가 제거됐다. 2006년 상반기에 출고된 차량에는 앞문 옆에 2006년 FIFA 월드컵의 엠블럼이 붙어 있는데 이는 제작사인 현대자동차가 2002년에 이어 FIFA 월드컵 공식 스폰서로 선정되었기 때문이다. 2006년 5월부터 생산된 차량에는 운전석에 보호 칸막이(격벽)가 설치됐다. 이는 버스 운행 중 간혹 발생된 일부 취객 등이 운전자를 폭행하는 사고를 방지하기 위하여 설치됐으며 운전석 출입문에 설치된 창문은 승용차의 파워 윈도우와 같이 위 아래로 여닫을 수 있다. 운전자 보호 칸막이에 있는 투명 칸막이는 특수 강화 아크릴로 만들었다. 또한 입석시트의 색깔이 청회색에서 펄빛을 띄고 있는 파란색으로 변경됐고, 일반버스용 모델에서도 에어컨 송풍구를 조절할 수 있게 됐으며, 바닥 매트가 펄빛을 띠고 있는 파란색으로 변경됐다. 2007년 중반은 방향지시등 형태가 변경됐다. 경상남도 김해시 김해BUS 2008년식 원형 고상 차량을 2019년 10월 2일 수요일에 전멸했다.

#### 뉴 슈퍼 에어로시티 SL
2004년 11월부터 2006년 2월까지 생산된 차종으로, 기존 슈퍼 에어로시티에서 내장 일부와 후면 램프를 분리형에서 일체형으로 변경하고, 운전석측 사이드 미러를 하강형에서 고정형으로 변경하여 출시된 차종이다. 뉴 슈퍼 에어로시티 L 보다 지상고가 낮은 도시저상형이 뉴 슈퍼 에어로시티 SL 에 해당된다. 2006년 2월 초 격벽의무화 및 차 내부가 개량됨과 동시에 서울특별시의 CNG차량 도입정책으로 인해 수요가 급감해진 SL을 단종시켰다. 이후 서울특별시에서 모조리 대폐차 처리해서 서울이외 타지역 회사에서 중고로 투입한 경우가 많다.

#### 저상 뉴 슈퍼 에어로시티 (2004년11월~2008년5월)

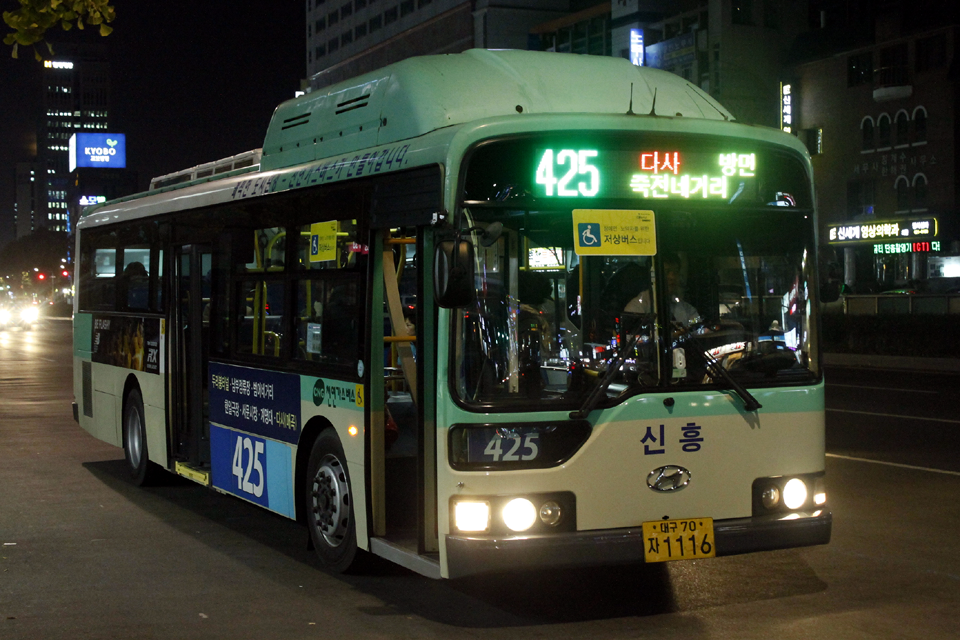
저상 뉴 슈퍼 에어로시티

2004년 11월부터 2008년 5월까지 생산된 차종으로, 기존 저상 슈퍼 에어로시티 초기형에서 내장제 일부와 후면 램프를 분리형에서 일체형으로 변경하고, 운전석측 사이드 미러를 하강형에서 고정형으로 변경하여 출시된 차종이다. 차량 후두부는 뉴 슈퍼 에어로시티와 같다. 천연가스 연료 및 버튼식 자동변속기가 기본 적용된다. 대우버스의 BS와 달리 일반형과 차량 길이가 같다는 특징이 있다. 차량 후면은 저상 슈퍼 에어로시티라고 스티킹이 되어 있다. 2005년식까진 저상 모델도 동일하게 스판지 시트를 채용했고 후륜 쪽의 시트가 마주보기식 배열로 되어있지만 2006년식부터는 플라스틱 시트만이 적용된다. 2008년식은 페이스리프트 직전에 두원공조의 슬림형 에어콘이 들어가기도 했다. 저상 슈퍼 에어로시티는 고상 모델과 달리 전후륜휠 10홀 10핀 형식이다. 서울특별시 신인운수 571번에 남은 2008년식 원형 저상 차량을 2019년 10월 4일 금요일까지 전멸했다.

### 뉴 슈퍼 에어로시티 1차 페이스리프트 (2008년2월~2018년6월)
2008년 2월에 출시되었다. 기존 뉴 슈퍼 에어로시티에서 대시보드, 엔진, 바닥재, 디자인을 변경했고, 파워 안테나의 형태도 폴 안테나에서 루프 안테나로 변경해서 출시한 차량이다. 2008년 2월부터 2018년 6월까지 생산되었다.

#### 뉴 슈퍼 에어로시티 페이스리프트

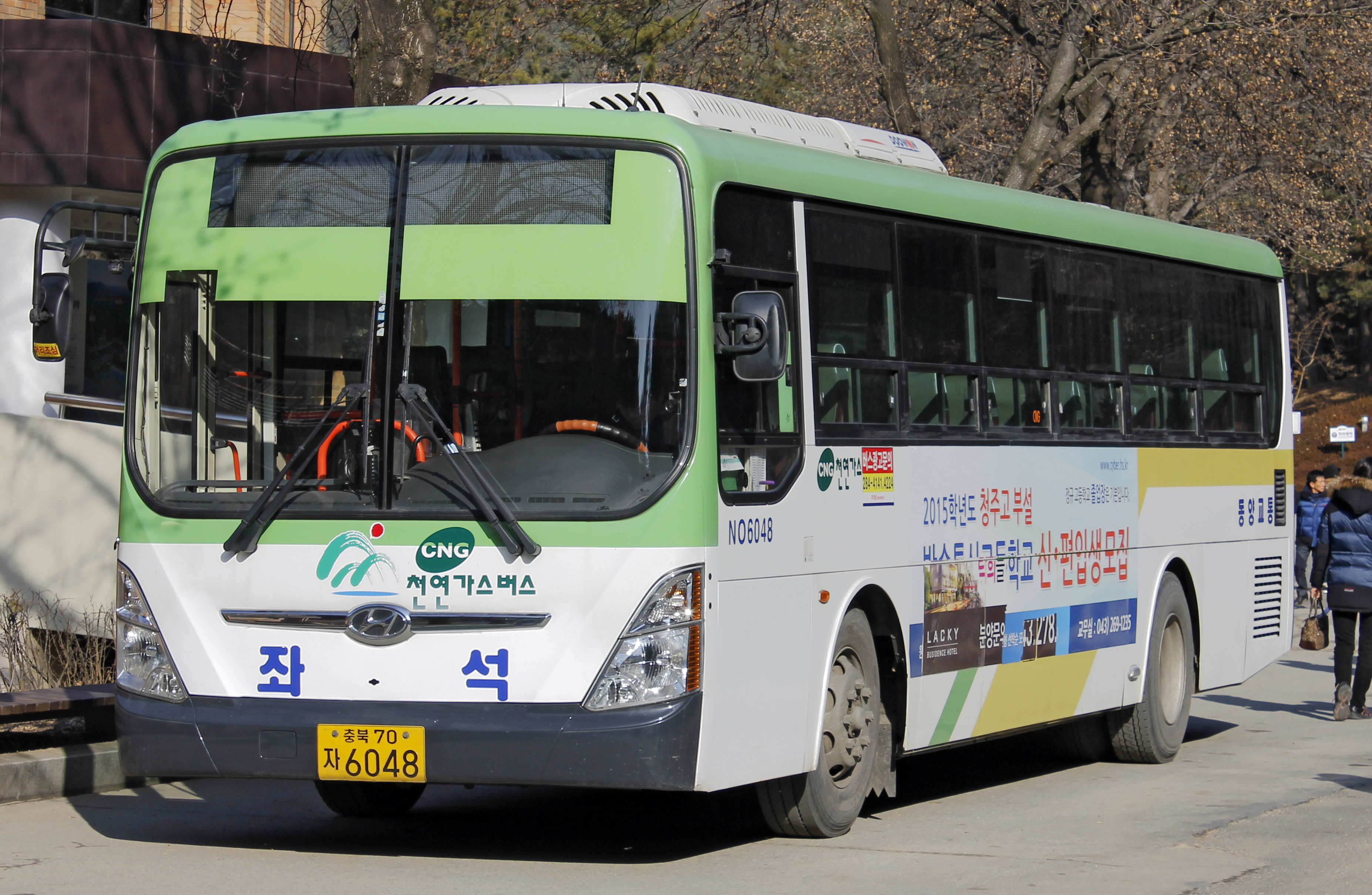
뉴 슈퍼 에어로시티 페이스리프트

이전 모델과 다른 점은 2003년~2007년식은 없던 기둥 손잡이 벨이 다시 생겼으며, 다만 2016년식까진 기본 사양이 아니여서 기둥 손잡이 벨이 없는 차량이 병행 생산되었다.현대 유니버스와 유사한 느낌의 디자인으로 페이스리프트됐다. 그리고 콜부저의 소리가 조금은 다르다. 손잡이 색상은 파란색에서 주황색으로 변경됐고, 2008년 생산분 차종들은 햇빛에 스텐션 파이프가 바래는 현상이 있으나 2009년식 차량부터는 이 문제가 해결되어 출시된다.
엔진음은 슈퍼에어로시티, 뉴 슈퍼에어로시티(2007년식까지)보다 더욱 우렁차고 경쾌해졌다. 2008년 이전의 슈퍼에어로시티는 엔진음이 조용했고, 차령이 노후될수록 엔진음이 나지 않는 사실상 무음이었다. 디젤모델의 변속기 단수 배열이 왼쪽 위부터 시계 방향으로 R-2-4-5-3-1 형태로 바뀌었다. 그러나 천연가스모델은 2013년식까지 기존 1-3-5-4-2-R 형태를 계속 사용했다.
경찰청에서 전경 버스 납품 회사를 자일대우버스에서 현대자동차로 변경하면서 표준 전경 버스 사양에 맞춘 뉴 슈퍼 에어로시티 전경 버스를 납품하고 있다. 다른 양산형과 다른 점은, 에어컨 대신 선풍기 3개가 적용됐으며 중문 수동 폴딩형을 적용하고 있으며, 시위대들의 침입에 대비한 비상문을 갖추고 있다. 대신, BS106 로얄시티 전경 버스와는 달리 중문 폭이 조금 더 넓다.
- 2008년 말부터 스텐션 파이프가 바래지는 현상을 해결한 2009년식이 선보였고, 2009년 11월은 뒷면에 뉴 슈퍼 에어로시티 폰트가 제거된 2010년식이 선보였다.
- 2010년 10월부터 오디오는 테이프 타입에서 CD 타입으로 변경됐고, MP3 플레이어가 추가된 2011년식이 선보였다.
- 2012년식부턴 에어서스펜션 옵션이 추가되어 현대 그린시티와 함께 전/후륜 휠도 8홀 8핀에서 10홀 10핀으로 변경됐다.
- 2013년식부터 측면 방향지시등 모양이 변경되었으며, 지시등 커버 두께도 두꺼워졌다. 천연가스버스 차량은 우측면 왼쪽에서 3번째 승객석 창틀에 CNG 폰트가 무색 바탕/주황색 로고에서 흰색 테두리를 두른 연두색 사각형 바탕/흰색 로고로 변경됐다.
- 2013년 11월에 출시된 2014년식부터는 콜부저 색상이 검은색에서 흰색으로 변경됐고, 천연가스버스 차량은 천연가스버스 폰트가 굵은 센츄리고딕에서 다른 서체로 변경[6]과 동시에 CNG 천연가스버스 폰트 크기도 약간 작아졌으며, 여기에 후방 차폭등이 추가됐다. 또한 2014년 상반기부터 제조된 차량은 CNG 한정 우측면 왼쪽에서 3번째 승객석 창틀과 오른쪽에서 2번째 창틀에 CNG 폰트가 2개 새겨져 있으며. 엔진형식이 유로6 기준에 맞춰 생산된다. 그와 동시에 라디에이터의 위치가 엔진룸 기준으로 정면이 아닌 측방으로 설치가 되어 냉각효율을 높인 것이 특징이다.
- 2015년은 유로 6 기준을 통과한 H310 디젤 엔진과, 우레아 탱크, 요소수 촉매제 탱크, 사이드 마커램프, 후방 차폭등, 셉 쿨러가 추가됐다. 또 천연가스 모델의 변속기 단수 배열이 디젤 모델처럼 왼쪽 위부터 시계 방향으로 R-2-4-5-3-1 형태로 바뀌었다.
- 2016년식부터는 출입구 글라스 도트 컬러 변경 및 두께가 두꺼워졌고, 연료 주입구와 요소수 주입구에 연료명과 요소수를 각각 표기했다.
- 2017년식부터는 출입문 측 사이드미러에 LED 보조방향지시등이 추가됐고, 앞문/격벽 바로 뒤와 맨 뒷좌석 에어컨 루버에 하차벨이 추가됐다. 에어컨 루버 색상이 검은색에서 아이보리색으로 변경됐고, 출입문 끼임방지 센서가 장착됐다. 운전석 대시보드의 경우 기존 안개등 자리에 스톱램프가 장착됐고 안개등은 우측으로 이동했다. 또한 콜부저음이 띵동~으로 변경됐으며 로우백 플라스틱 시트 옵션이 부활했다.

#### 뉴 슈퍼 에어로시티 L 페이스리프트

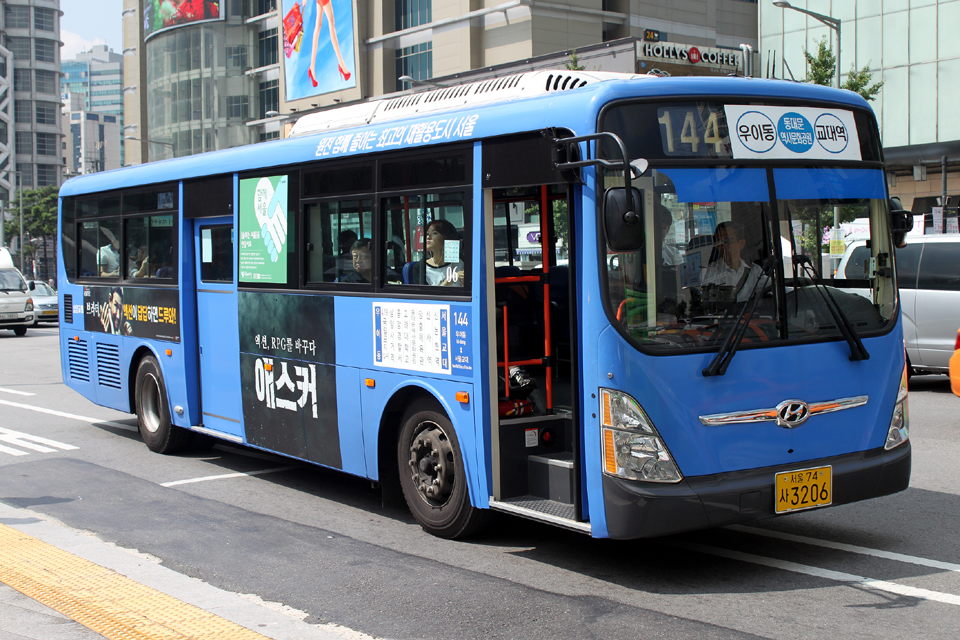
뉴 슈퍼 에어로시티 L 페이스리프트 CNG 천연가스버스

이전 모델과 다른 점은 2/3 개폐창 선택시 기존 모델보다 열리는 창문 크기가 살짝 커졌으며, 2003년~2009년식은 없던 기둥 손잡이 벨이 다시 생겼으며 현대 유니버스, 현대 유니시티 모양으로 페이스리프트 됐다. 그리고 콜부저의 소리가 조금은 다르다. 경기도 고양시 고양교통에서 2007년 후반식 페이스리프트 차량 (시제차량)으로 출고됐고, 서울특별시 보광교통에서 2008년 초반식 페이스리스트 차량이 최초로 출고됐다. 봉 색상은 파란색에서 주황색으로 변경됐으며, 2008년식 생산분 차종들은 햇빛에 봉이 바래는 현상이 있다. 전중비형 도시형버스로, CNG 또는 디젤을 연료로 사용한다.
- 2009년식은 이전 연식의 스텐션 파이프가 바래지는 현상을 해결했고, 2009년 11월은 뒷면에 뉴 슈퍼 에어로시티 폰트가 삭제된 2010년식이 선보였다.
- 2010년 10월부터 오디오는 테이프 타입에서 CD 타입으로 변경됐고, MP3 플레이어가 추가된 2011년식이 선보였다. 한편 부산광역시의 도시형버스는 2011년식부터 차폭등을 장착해서 출고한다.
- 2012년식부터는 에어서스펜션 옵션이 추가되어 현대 그린시티와 함께 전/후륜 휠도 8홀 8핀에서 10홀 10핀으로 변경되었다.
- 2013년식부터 측면 방향지시등 모양이 변경됨과 동시에 지시등 커버 두께도 두꺼워졌고, 경유 차량도 승객 안전봉이 기본사양이 됐으며, 천연가스버스 차량은 우측면 왼쪽에서 3번째 승객석 창틀에 CNG 폰트가 무색 바탕/주황색 로고에서 흰색 테두리를 두른 연두색 사각형 바탕/흰색 로고로 변경됐다.
- 2013년 11월부터는 콜부저 색상이 검은색에서 흰색으로 변경됐고, 천연가스버스 차량은 천연가스버스 폰트가 굵은 센츄리고딕에서 다른 서체로 변경[6] 과 동시에 CNG 천연가스버스 폰트 크기도 약간 작아진 2014년식이 선보였다. 인천 동화운수와 영풍운수에서 국내 최초로 유로6 엔진이 장착된 차량이 반입되었으며 인천광역시의 도영운수에서는 국내 최초로 마을버스에 유로6 엔진 장착 차량을 반입하여 운행 중이다. 또한 청주시내버스 일부 운송업체에서 강제환풍기가 설치된 유로6 엔진 장착 차량을 반입하여 운행하기도 한다.
- 2015년식부터 측면부에 마커램프가 추가됐고, 디젤 모델은 유로 6 기준에 대응하는 H엔진의 출력이 300마력에서 310마력으로 올랐으며, 요소수 주입구가 추가되었다. 또 천연가스 모델의 변속기 단수 배열이 디젤 모델과 마찬가지로 왼쪽 위부터 시계 방향으로 R-2-4-5-3-1 형태로 바뀌었다.
- 2016년식부터는 출입구 글라스 도트 컬러 변경 및 두께가 두꺼워졌고, 연료 주입구와 요소수 주입구에 연료명과 요소수를 각각 표기했으며, 디젤 모델은 머플러가 돌출형에서 땅을 바라보는 숨김형으로 바뀌었다.
- 2017년식부터는 출입문 측 사이드미러에 LED 보조방향지시등이 추가됐고, 앞문/격벽 바로 뒤와 맨 뒷좌석 에어컨 루버 옆에 하차벨이 추가됐다. 에어컨 루버 색상이 검은색에서 아이보리색으로 변경됐고, 출입문 끼임 센서가 장착됐으며, 천연가스버스도 플라스틱시트 옵션을 디젤버스와 동일하게 맨 뒷자리 5열로 통일했다. 로우백 플라스틱 시트가 기본 사양이 됐고, 노란색 노약자석과 분홍색 임산부석 시트가 추가됐다. 같은해 11월은 도시형 차량 중 일반시트(일명 스폰지시트)로 맨 뒷자리가 5열인 차량도 양 끝에 팔걸이가 추가된 2018년식이 선보였고, 이듬해 3월 페이스리프트를 거쳐 개선형이라는 모델이 출시된 이후에도 한동안 병행생산되었다.[7]

#### 뉴 슈퍼 에어로시티 초저상 페이스리프트 / SE (2008년7월~2018년6월)

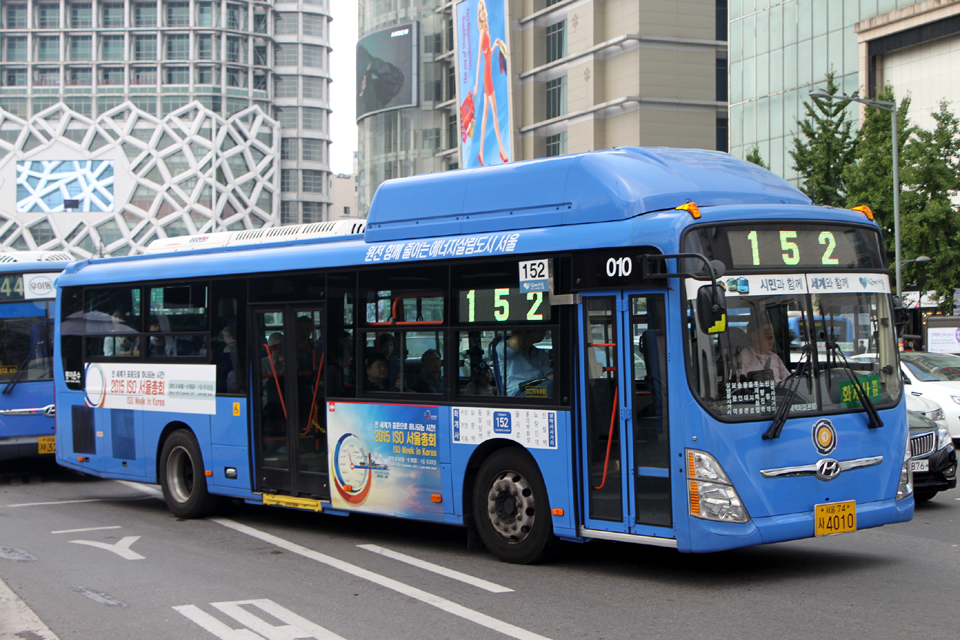
뉴 슈퍼 에어로시티 초저상 페이스리프트(CNG)

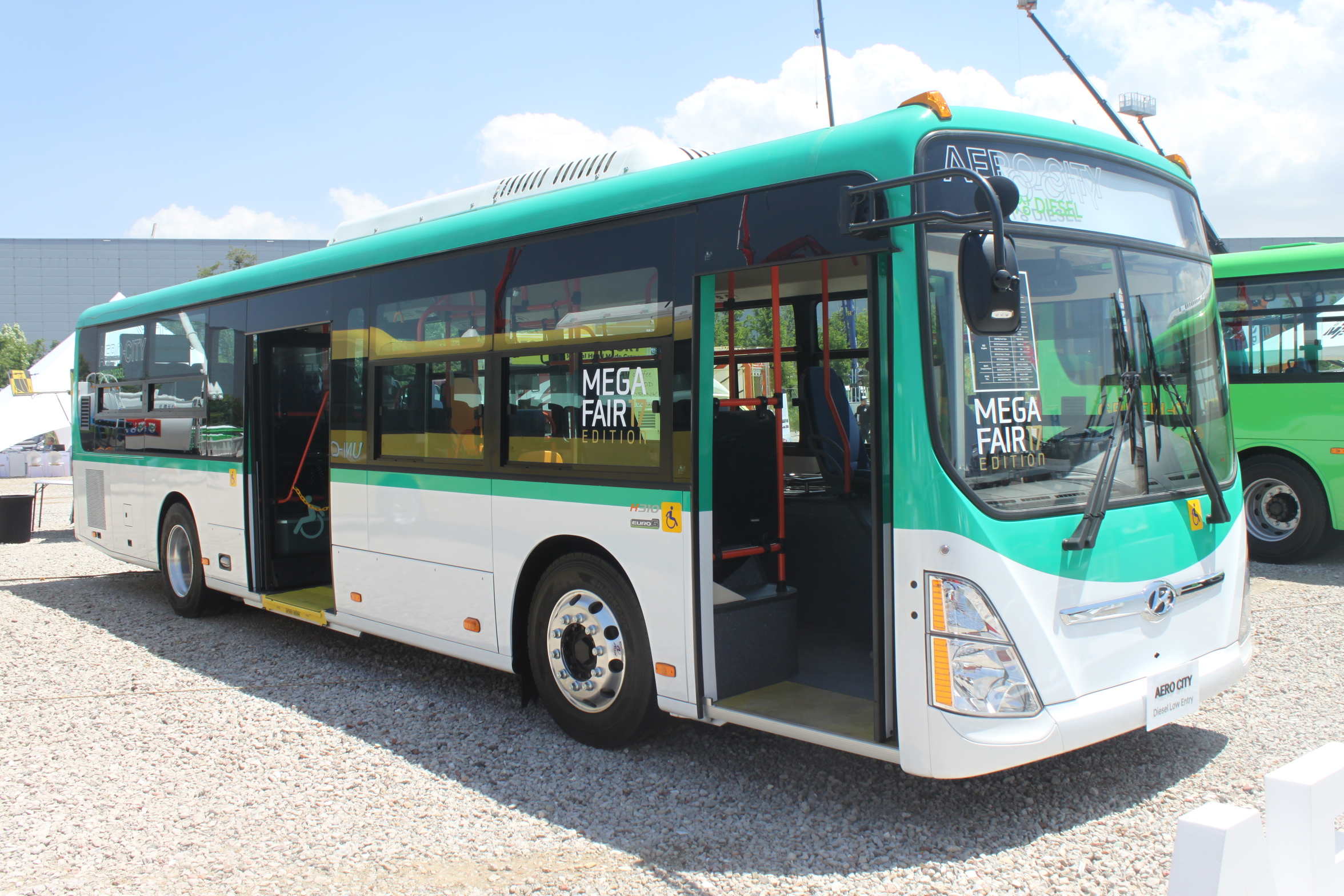
뉴 슈퍼 에어로시티 초저상 페이스리프트(디젤)

2008년 7월부터 2024년까지 생산된 차종으로, 기존 글로벌 900과 뉴 슈퍼 에어로시티가 현대 유니버스의 앞모습처럼 페이스리프트되면서 이와 함께 기존 저상 슈퍼 에어로시티의 외형과 내장이 대폭 변경된 차종이다. 기존 저상 뉴 슈퍼 에어로시티와 달리 루프 안테나가 적용됐으며, 앞바퀴 위 휠하우스에 좌석이 추가됐다. 2008년 3월 부산 국제 모터쇼에서 첫 선을 보인 차종이다. 차체는 대진정공에서 제작, 현대자동차 전주공장으로 가져와 조립된다. 저상 뉴 슈퍼 에어로시티 초저상/SE는 전후륜휠 10홀 10핀 형식이다.
전 차량이 CNG, 디젤 및 ZF/앨리슨제 버튼식 자동변속기가 기본으로 적용된다. 뉴 슈퍼 에어로시티 초저상과 뉴 슈퍼 에어로시티 초저상 SE는 후륜쪽의 하체에서 차이가 있는데, 초저상 SE의 후륜쪽의 하체는 일반 2계단 버스 기반의 제품을 사용했다. 표준형은 25석이고 SE는 29석이었으나 SE 모델은 2010년 8월을 마지막으로 단종되었다.
- 2009년 11월은 뒷면에 뉴 슈퍼 에어로시티 폰트가 생략되고, 좌측면 방열구가 추가된 2010년식이 선보였다.
- 2010년 8월은 SE 모델이 단종되었고, 동년 10월부터 오디오는 테이프 타입에서 CD 타입으로 변경되면서 MP3 플레이어가 추가됐고, 콜부저 딩동 음향이 기본사양이 된 2011년식이 선보였다.
- 2013년식부터는 우측면 오른쪽에서 2번째 승객석 창틀에 CNG 폰트가 무색 바탕/주황색 로고에서 백색 테두리를 두른 연두색 사각형 바탕/백색 로고로 변경됐다.
- 2013년 11월은 콜부저 색상이 검은색에서 흰색으로 변경됐고, 천연가스버스 차량은 천연가스버스 폰트가 굵은 센츄리고딕에서 다른 서체로 변경과 동시에 CNG 천연가스버스 폰트 크기도 약간 작아진 2014년식이 선보였다.
- 2014년 1월부터 출하된 차량부터 중문 이후의 바닥재가 완전한 저상버스의 형태로 개선됐으며, 외관상으로는 방열구 형태가 왼쪽은 분리형으로, 오른쪽은 후방 방열구 크기가 커졌다. 또한, 상부 가스통 커버 뒤쪽에 방열구가 추가됐다. Q-290 엔진은 유로6 규제에 대응한 엔진으로 세팅됐다.
- 2015년식부터 양쪽 측면에 차폭등이 대거 추가되었다.
- 2016년식부터는 글라스 도트 컬러 변경 및 두께가 두꺼워졌다.
- 2017년 2월 생산분부터 중문에 장애인.임산부 픽토그램이 들어가며 플라스틱 시트 디자인도 로우백 형태가 기본 사양이 됐다. 또한 2017년 현대 트럭.버스 메가페어에서 디젤엔진과 수동변속기가 탑재된 저상버스가 공개됐고, 자동변속기 모델은 대천여객에서, 수동변속기 모델은 김천버스에서 최초로 출고했다. 운전석 대시보드의 경우 기존 안개등 자리에 스톱램프가 장착됐고 안개등은 우측으로 이동했다.

### 뉴 슈퍼 에어로시티 2차 페이스리프트 고상형 (2018년7월~2024년1월) / 저상형(2018년7월~현재)
2008년 2월에 출시됐다. 기존 뉴 슈퍼 에어로시티에서 대시보드, 엔진, 바닥재, 디자인을 변경했고, 파워 안테나의 형태도 폴 안테나에서 루프 안테나로 변경해서 출시한 차량이다. 2018년 7월부터 현재까지 생산중이다. 줄여서 흔히 F/L이라고 부른다.

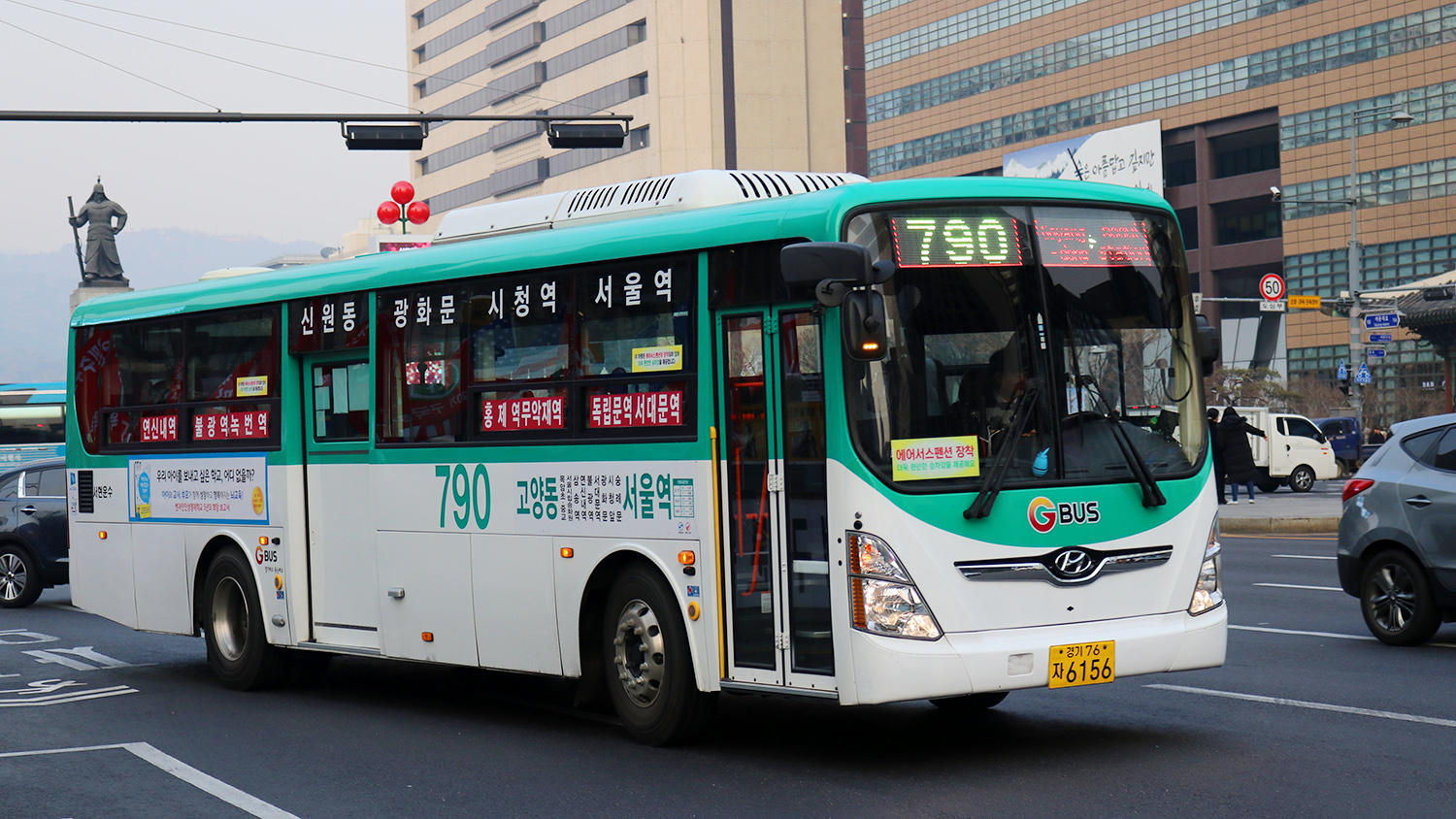
서울여객 (고양시) (구. 서현운수) 소속 현대 뉴 슈퍼 에어로시티 2차 페이스리프트 차량

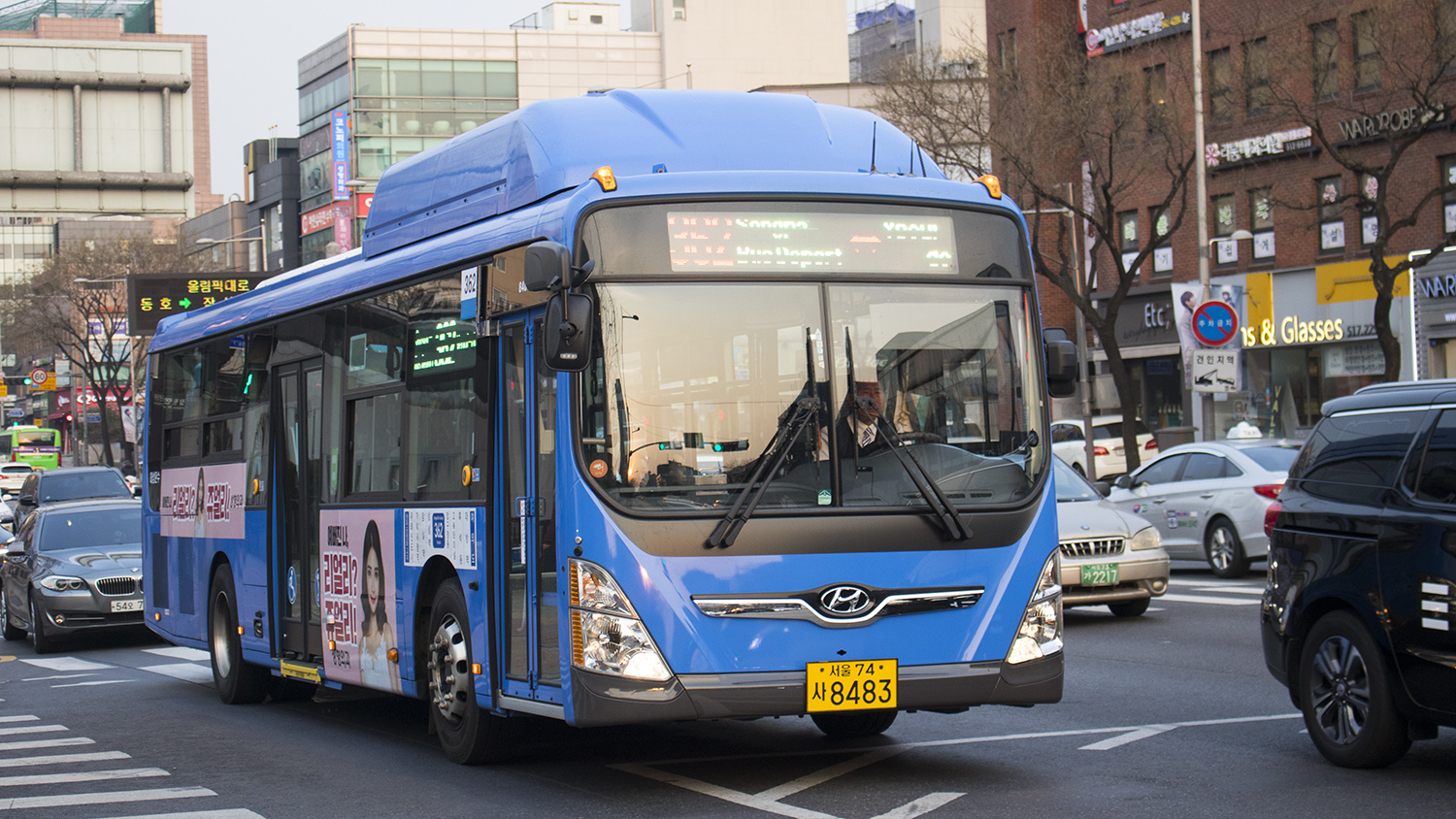
대성운수 소속 현대 저상 뉴 슈퍼 에어로시티 2차 페이스리프트 차량

2018년 3월에 서울 소재 마을버스 업체에 시제차가 출고된 이후 2018년 7월부터 본격적으로 출고되기 시작했다. 전면부에 검은색 가니시가 추가되었고, 계기판 조명이 연두색에서 흰색으로 변경되었으며, 내부 창틀 부분이 검은색에서 베이지색으로 변경되었다. 전면부 로고가 ㅡㅇㅡ모양에서 검은색으로 디자인이 한층 더 생겼고, 후면부 HYUNDAI 마크 바탕에 검은 줄이 하나 더 생겼다. 저상버스 모델에는 측면 센서가 추가됐다. 스포일러를 옵션으로 추가할 수 있다. 하차벨 모양이 일렉시티에 들어간 것과 같은 원형으로 변경되며 봉 색상도 회색으로 변경됐다. 단, 고상버스는 2018년형까지 기존의 주황색 봉을 쓰다 2018년 11월 출고분부터 저상버스와 같은 밝은 회색으로 바뀌었다. 외부 승/하차 감지센서 밑은 노란색 비상벨브가 추가됐으며, 저상버스는 타는문 바로 뒤 창문 구석에 들어간다. 이로 인해 저상버스의 타는문 바로 뒤 창문이 통유리로 변경됐다. 
2020년형은 기존의 데크+앰프 형식의 1-Din 오디오에서 블루투스가 지원되는 신형 2-Din 오디오로 변경됐다. 또한 2020년 1월 제작분부터 기존 중문에 붙어있는 "손 대지 마시오" 회색 명판이 "손 대면 위험합니다." 흰색 종이로 디자인이 변경됐다.
법의 개정에 따라 자가용/시외 직행형은 측면에 비상문이 추가됐다.
2020년부터 저상모델의 경우 높아졌던 중문 뒤 유리 칸막이의 높이가 다시 낮아졌고 맨 앞자리 우측에 휠체어 고정장치 보관함이 생겼다. 또한 휠체어 고정장치의 경우 자동형과 수동형 중 1개를 옵션으로 선택할 수 있으나 2020년부터는 수동형만 선택이 가능하다.
2020년 2월 제작분부터 패찰에 제작년도 옆에 제작월도 추가로 기재된다. 그와 동시에 하차벨 소리가 변경됐고, 동년 5월부터 파워쉬프트가 기본이 되고 숏 기어 레버가 옵션에서 기본으로 바뀌었으며, 그 대신 롱 기어 레버는 마이너스 옵션으로 바뀌었으며, 동년 10월부터 저상모델의 경우 중문 뒤 유리 칸막이의 색이 투명색에서 검은색으로 다시 변경됐으며 높이도 다시 높아졌다. 동년 말부터 하차벨 내부 동그란 램프가 7개에서 6개로 변경됐다.
2020년 시기미상 저상형도 DNKR 사(구 덴소풍성) 한정으로 에어컨이 일반형에 들어간 슬림형 에어컨이 옵션으로 추가됐다.
2021년 1월에 나온 차량은 저상 차량의 리프트의 제조사가 오텍에서 황성공업 제품으로 바뀌었다. 동년 2월은 운전석 대쉬보드의 앞문 출입문 스위치와 중문 출입문 스위치 사이에 있는 OPEN, CLOSE 글씨와 화살표가 무도색 양각 형태에서 흰색으로 변경됐다. 그리고 고상모델 CS시트(스펀지시트) 한정으로 왼쪽 6번째 자리에 있는 봉의 위치가 약간 오른쪽으로 변경됐고 그 자리에 팔걸이가 생겼다. 
2021년 12월 말에 선보인 2022년식은 기본 단색손잡이가 연두색에서 연회색으로 변경됐다. 또한, 차량이 완전히 정차 후 2초 뒤에 중문이 열리도록 변경됐다. 저상 모델 한정 USB포트가 탑재된다. 또한 디젤 사양이 단종됐다.
2023년 6월 이후 제작 버스부터 비상등, 방향 지시등을 켤 때 사이드 마커 램프가 점멸되는 기능이 추가됐다.
2023년 1월 19일부터 저상버스 출고 의무화 시행으로 2024년 1월부터는 저상형을 제외한 현대자동차 도시형 고상버스의 전원 단종이 확정되어 고상은 완전 당해 1월 3일 홈페이지에서 완전히 잠시 폐지됐다.

## 라인업
- 에어로시티 / 슈퍼 에어로시티 / 뉴 슈퍼 에어로시티(LF-B)
  - 시내버스(LF-CB)
    - LF-ECB : 도시표준형
    - LF-FCB : 시내좌석형

  - 시외직행/자가용(LF-AB)
    - LF-GAB : 시외직행
    - LF-AAB : 자가용

- 저상 슈퍼 에어로시티 / 뉴 슈퍼 에어로시티 초저상 SE(LF-E)
  - 시내버스(LF-CE)
    - LF-ECE : 표준형(24석)

## 엔진

### 뉴 슈퍼 에어로시티 페이스리프트 고상형(2008년~2024년) / 저상형(2008년~현재)
- C6AF: 기존 C6AC/E모델에서 개량되어 유로6 환경규제에 대응하도록 설계된 엔진이다.
- C6AE: 유니버스 CNG모델에 장착되는 340마력 엔진을 290마력으로 개량한 엔진으로써 기존 C6AC 엔진을 갈음한다.Q-290엔진으로 알려져 있다.
- C6AC: CNG 엔진으로 에어로 스페이스에 310마력으로 탑재되는 것을 290마력으로 개량한 엔진이다. 기존 C6AB (C-290)엔진을 대체한다.
- D6HA: H-300엔진으로도 일컬어지는 현대자동차 최초의 독자개발 상용 디젤 엔진중 하나이다. 기존 D6AB (Q-280)엔진을 대체하는 10리터급 300마력 엔진이다. 유로5 환경규제에 대응한다.
- D6HC: D6HA모델에서 개량되어 유로6 환경규제에 대응한다. H-310 엔진으로 알려져 있으며, 해당 엔진이 장착된 차량은 요소수 주입구가 추가되었다.

### 슈퍼 에어로시티 / 뉴 슈퍼 에어로시티 (2000년~2008년)
- C6AB: CNG버스가 최초 양산할 때부터 페이스리프트가 되기 전까지 탑재된 CNG엔진으로 290마력 110토크 터보 인터쿨러 엔진이다. D6AB엔진과 마찬가지로 방열 장치가 되어 있지 않아 이 엔진을 탑재한 차량 중 일부 차량은 엔진문에 구멍을 많이 뚫어 놓은 차량을 많이 볼 수 있다.
- D6AB: 280마력 110토크 터보 인터쿨러 엔진이다.
- D6AV: 2000년까지 탑재된 235마력 78토크 자연 흡기식 엔진이다.

### 에어로시티 (1991년2월~2000년5월)
- D6AB: 11,149cc 280마력 110토크 터보 인터쿨러 엔진이다. 슈퍼 에어로시티에서도 탑재됐다. 터보 인터쿨러인데 방열 장치가 되어 있지 않아 엔진문에 구멍을 뚫어 놓은 차량을 볼 수 있다.
- D6AU: 에어로시티 540 / 540L / 540SL에 등장 당초인 1991년 2월부터, 1994년까지 탑재되었던 미쓰비시 설계의 11,149cc 225마력 엔진이다. RB600과 에어로 600에도 탑재되었던 엔진이다. 후에 탑재되는 D6AV, D6AB의 원형이다.
- D6AV: 11,149cc 235마력 78토크 자연 흡기식 엔진이다. D6AU의 개량형으로 슈퍼 에어로시티 초기형에서도 탑재되었다.
- D6BR: 에어로시티 520 / 520L / 520SL에 장착된 7,545cc 185마력 자연흡기 엔진이다. 에어로타운과 에어로시티 이전에 나온 시내버스인 RB520 / 520L에 탑재됐던 엔진이다.
- D6BH: 에어로시티 520 /520L / 520SL에 장착된 7,545cc 167마력 자연흡기 엔진이다.

## 갤러리

경기 안양 간선버스
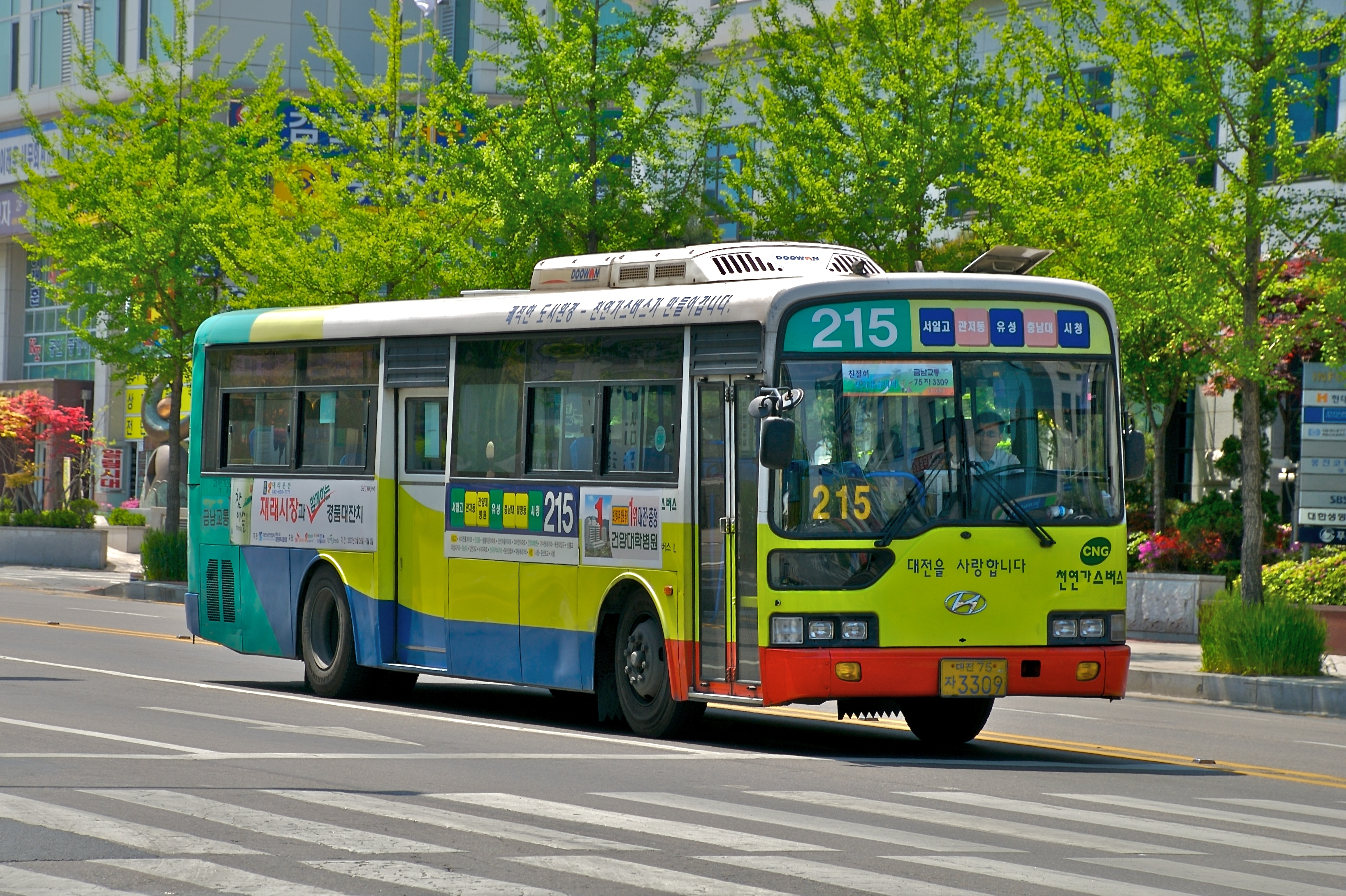
대전광역시 금남교통 소속 215번 2002년식 슈퍼 에어로시티 도시표준형 천연가스버스
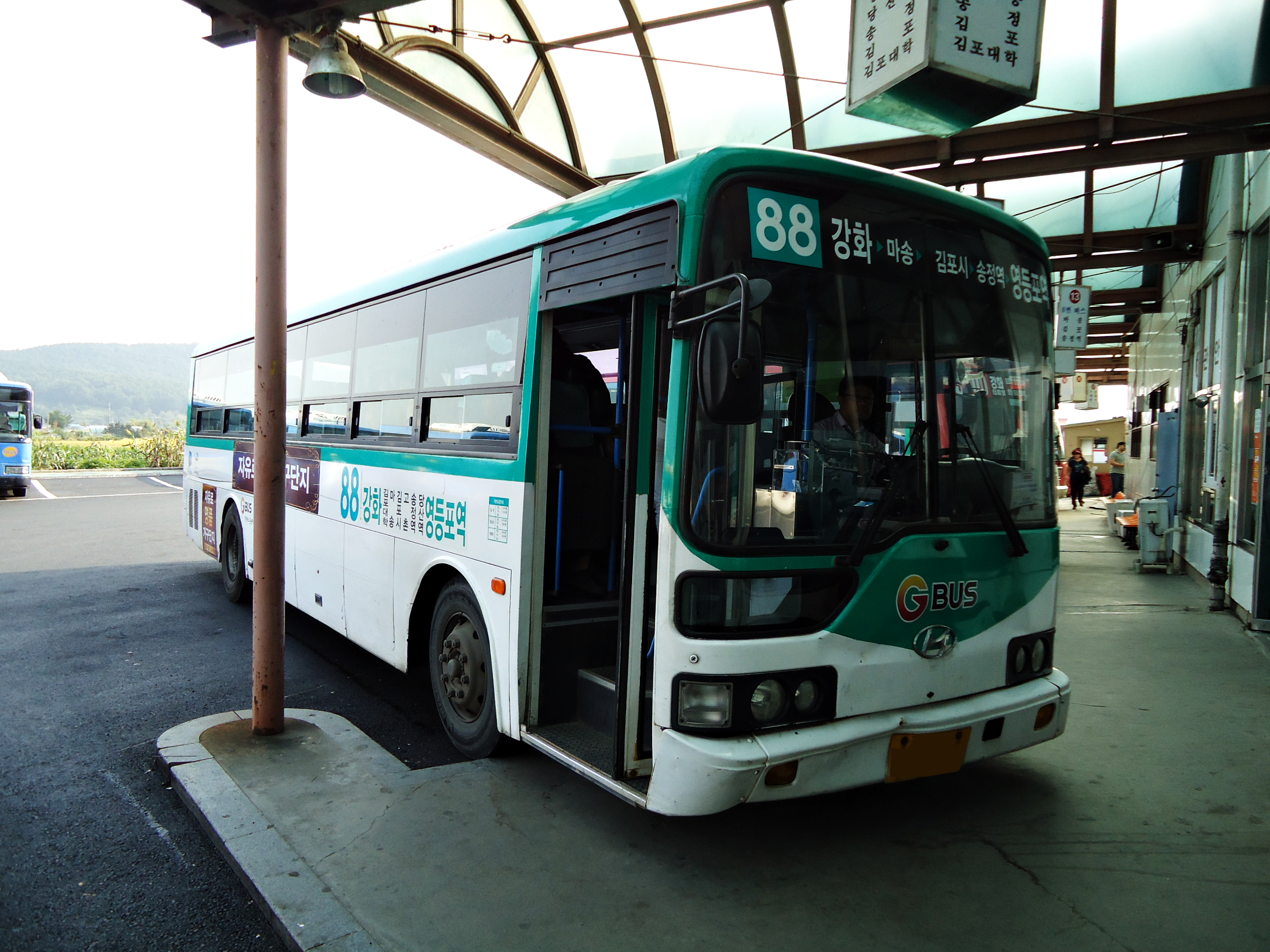
강화운수 88번 뉴 슈퍼 에어로시티 전비형
경기 광주 경기고속 소속 17-1번 2006년식 뉴 슈퍼 에어로시티 시내좌석 천연가스버스
대전광역시 협진운수 소속 급행 2번 2007년식 뉴 슈퍼 에어로시티 도시표준형 천연가스버스
경기 남양주 경기버스 소속 88번 2008년식 저상 뉴 슈퍼 에어로시티 SE 페이스리프트 천연가스버스
서울특별시 한성운수 소속 145번 2009년식 저상 뉴 슈퍼 에어로시티 SE 페이스리프트 천연가스버스
경기 남양주 경기버스 소속 23번 2009년식 뉴 슈퍼 에어로시티 페이스리프트 천연가스버스
경기 성남 성남시내버스 소속 50번 2010년식 저상 뉴 슈퍼 에어로시티 SE 페이스리프트 천연가스버스
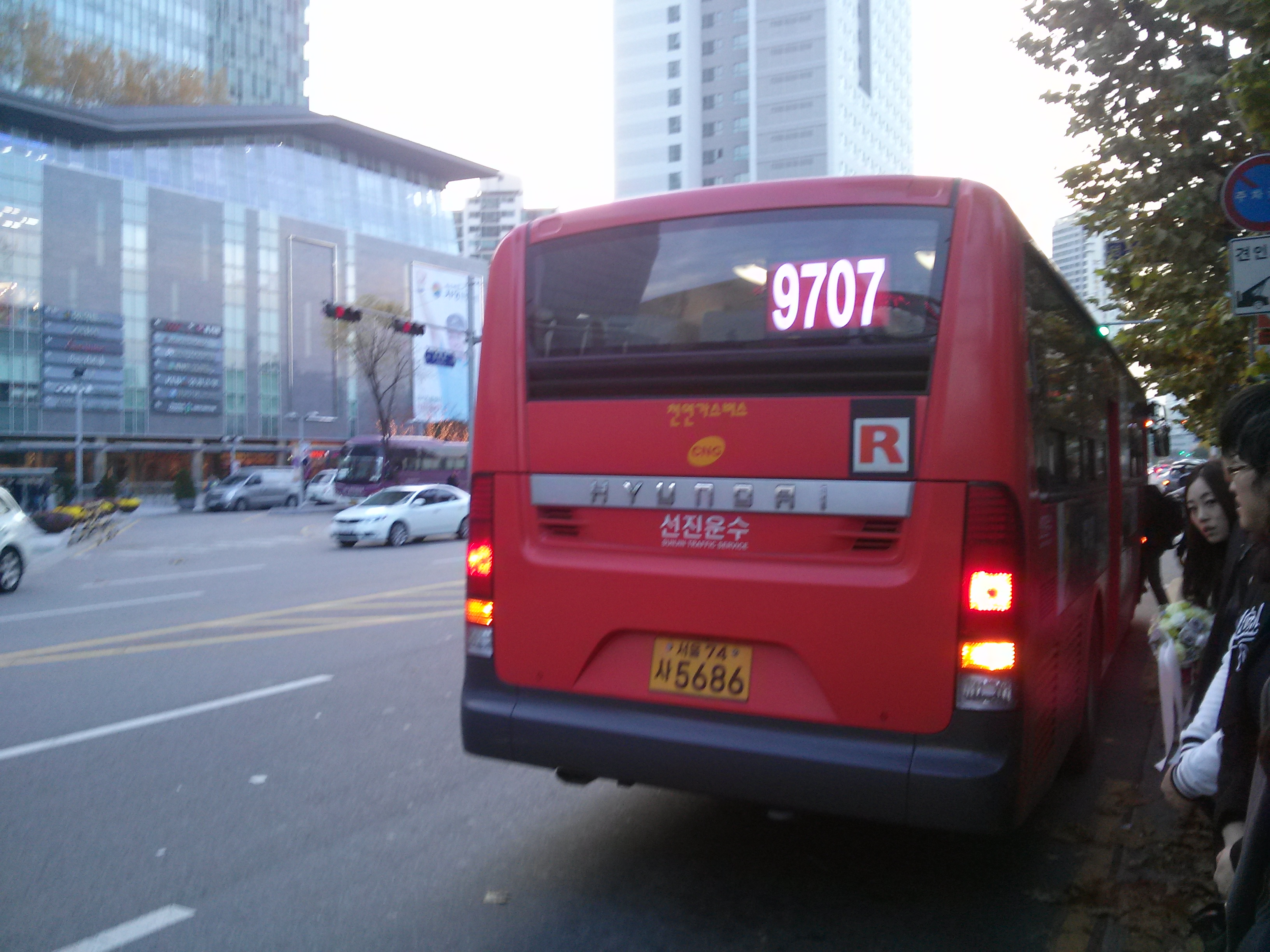
서울특별시 선진운수 소속 9707번 2011년식 현대 뉴 슈퍼 에어로시티 시내좌석 페이스리프트 천연가스버스 뒷모습
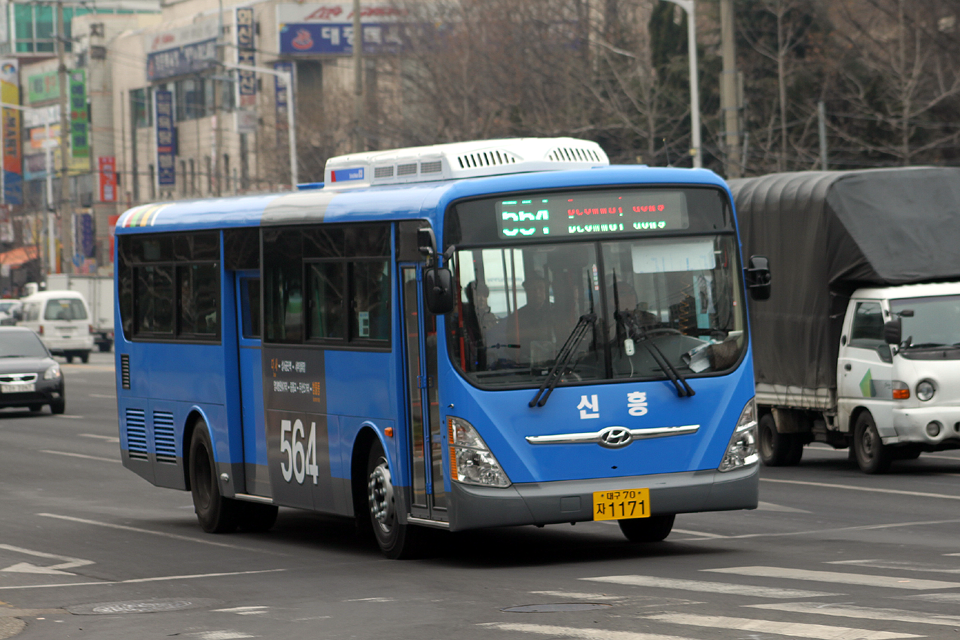
대구광역시 신흥버스 소속 뉴 슈퍼 에어로시티 도시표준형 페이스리프트 2014년식 천연가스버스
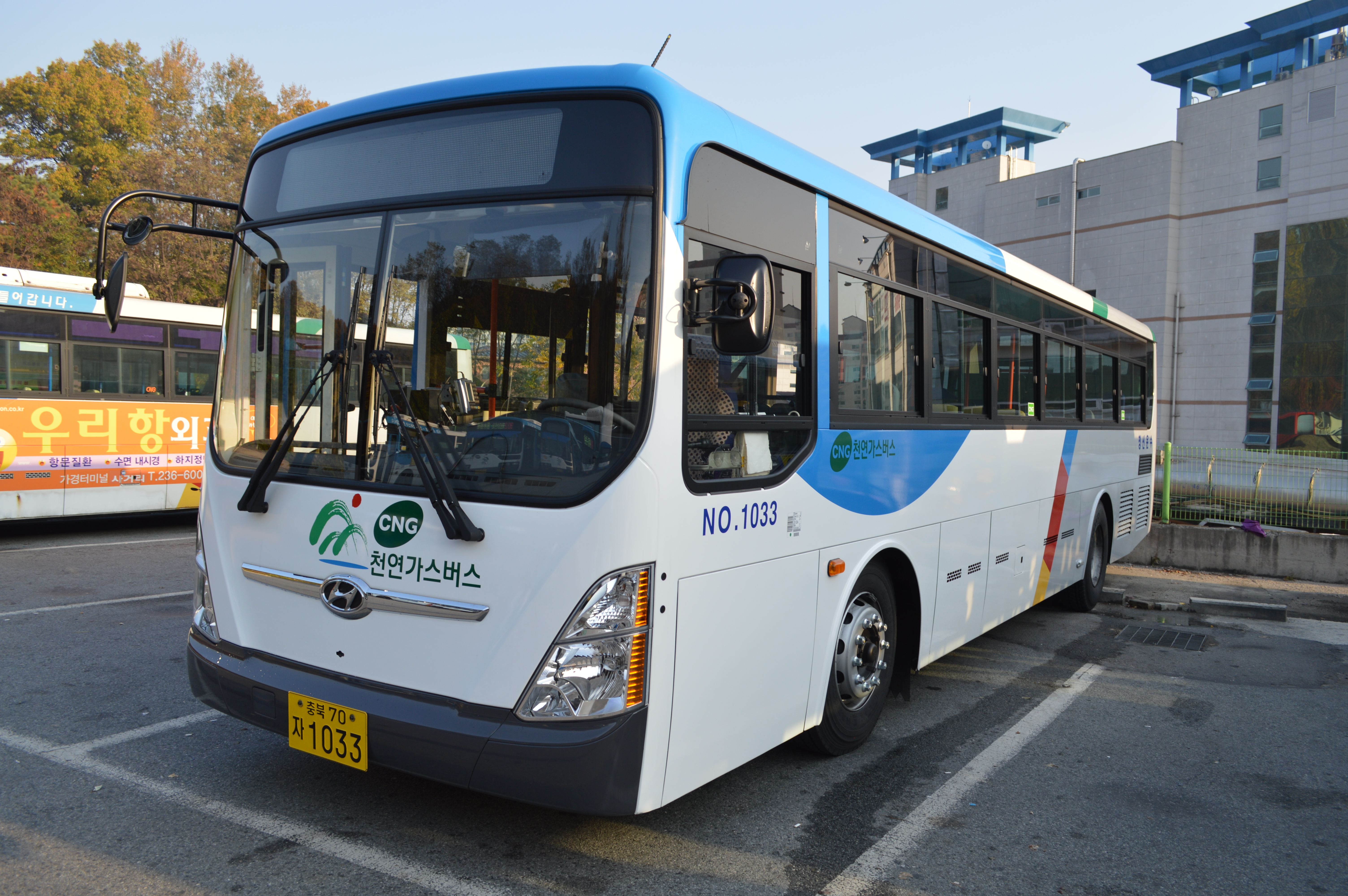
충북 청주 청신운수 소속 30-2번 뉴 슈퍼 에어로시티 도시표준형 페이스리프트 2014년식 천연가스버스
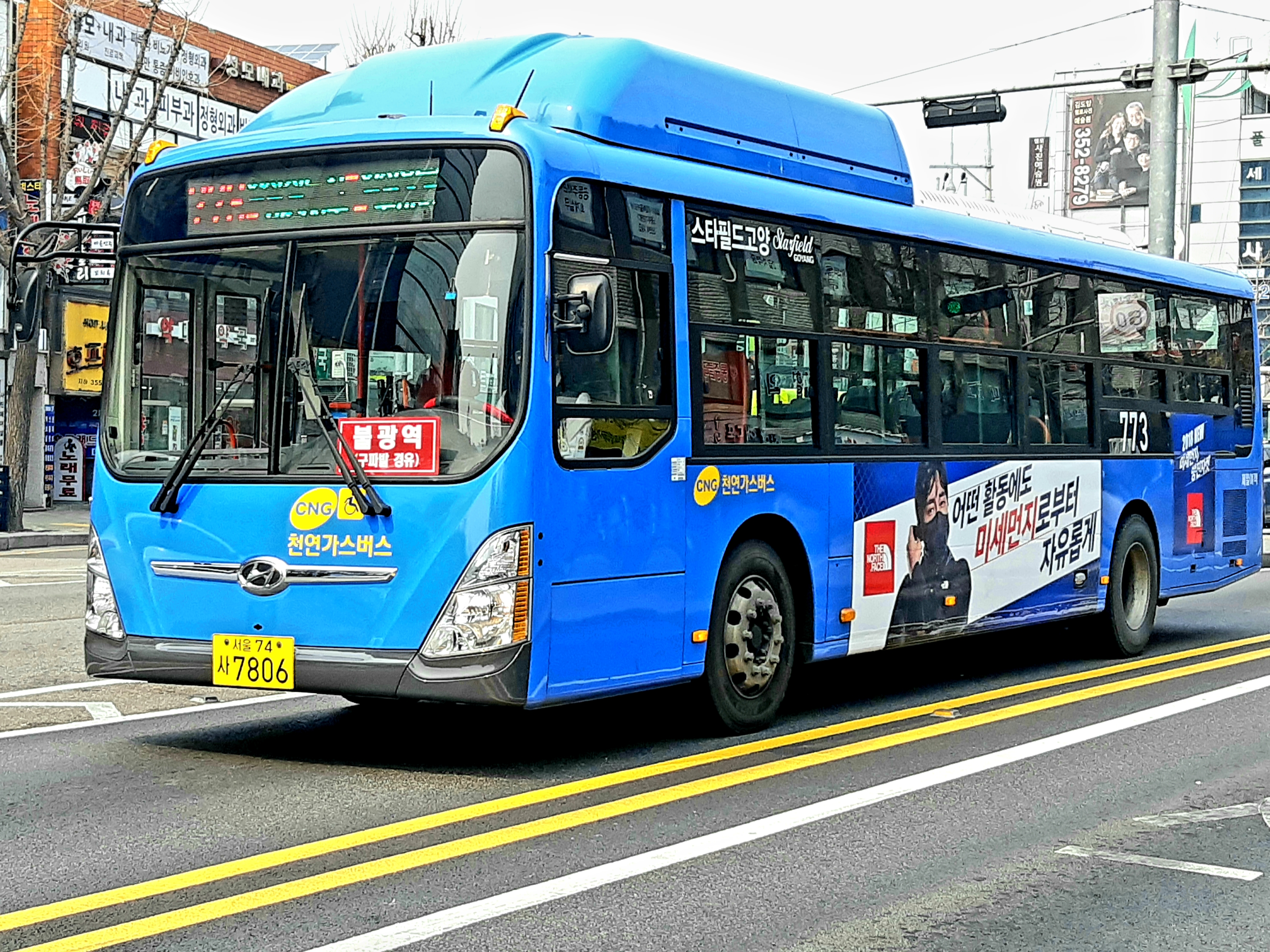
서울특별시 제일여객 소속 저상 뉴 슈퍼 에어로시티 페이스리프트 2018년식 천연가스버스
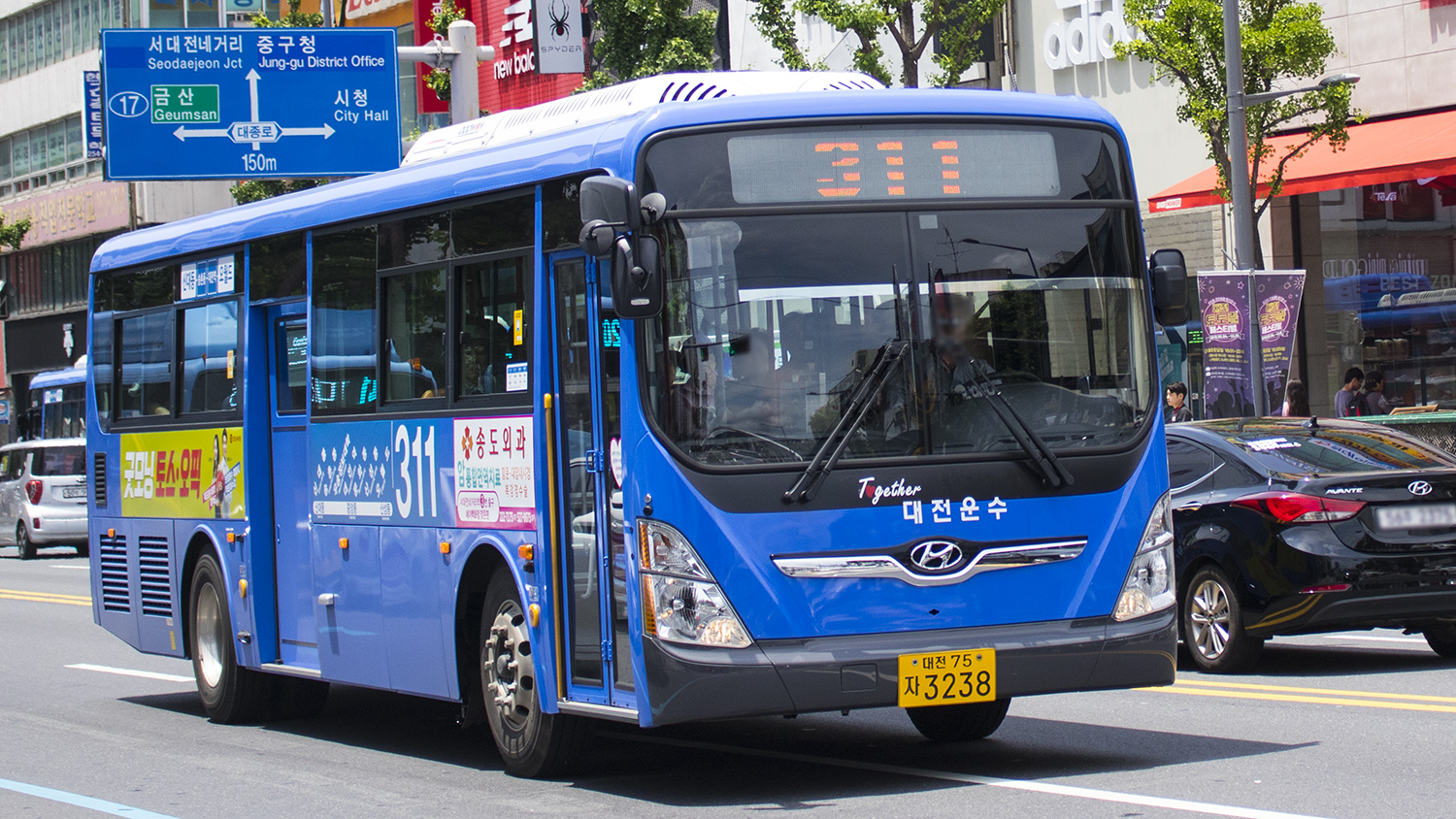
대전광역시 대전운수 소속 뉴 슈퍼 에어로시티 도시표준형 페이스리프트 2019년식 천연가스버스
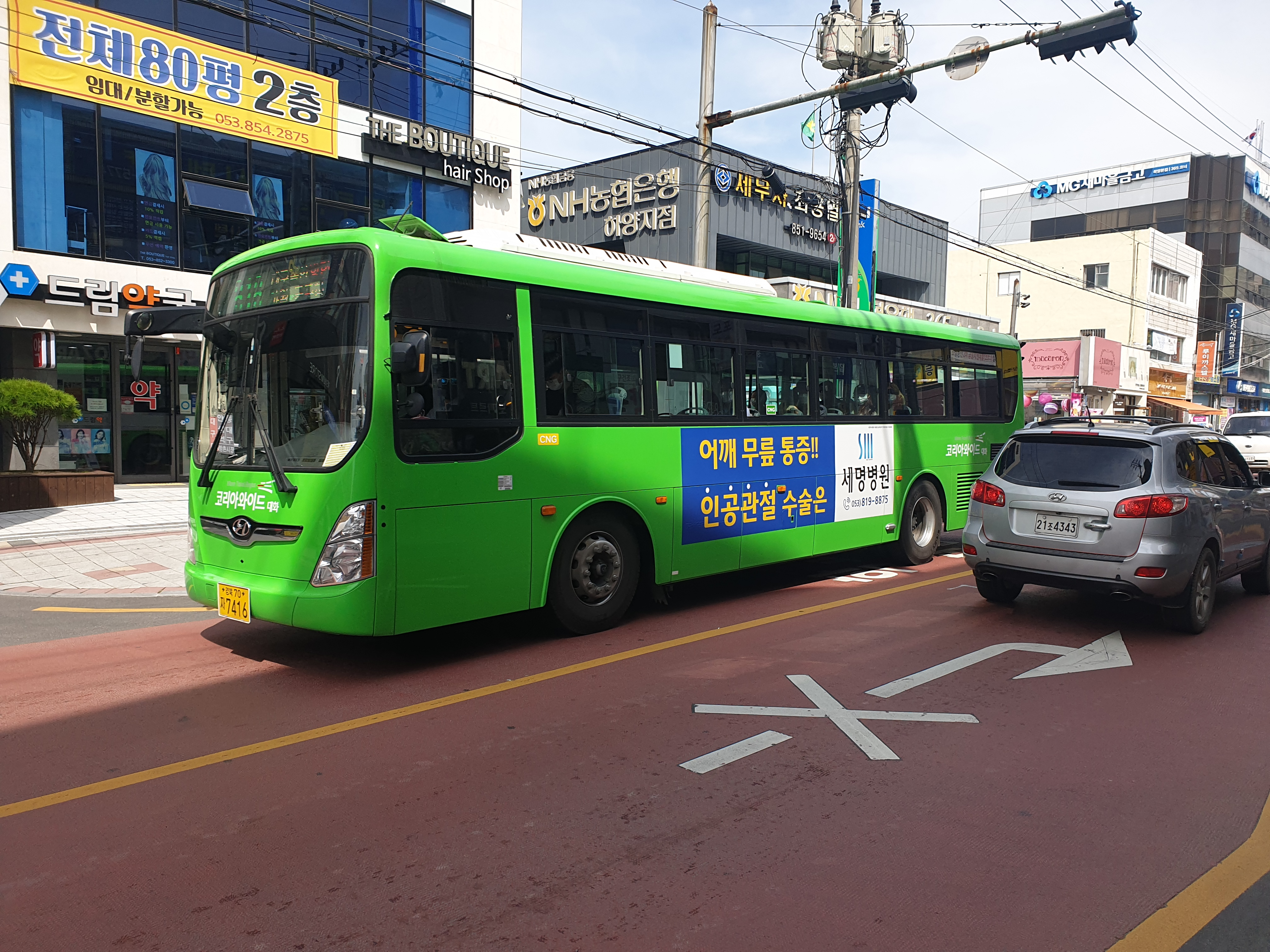
대화교통 소속 뉴 슈퍼에어로시티 개선형 2020년식 천연가스버스
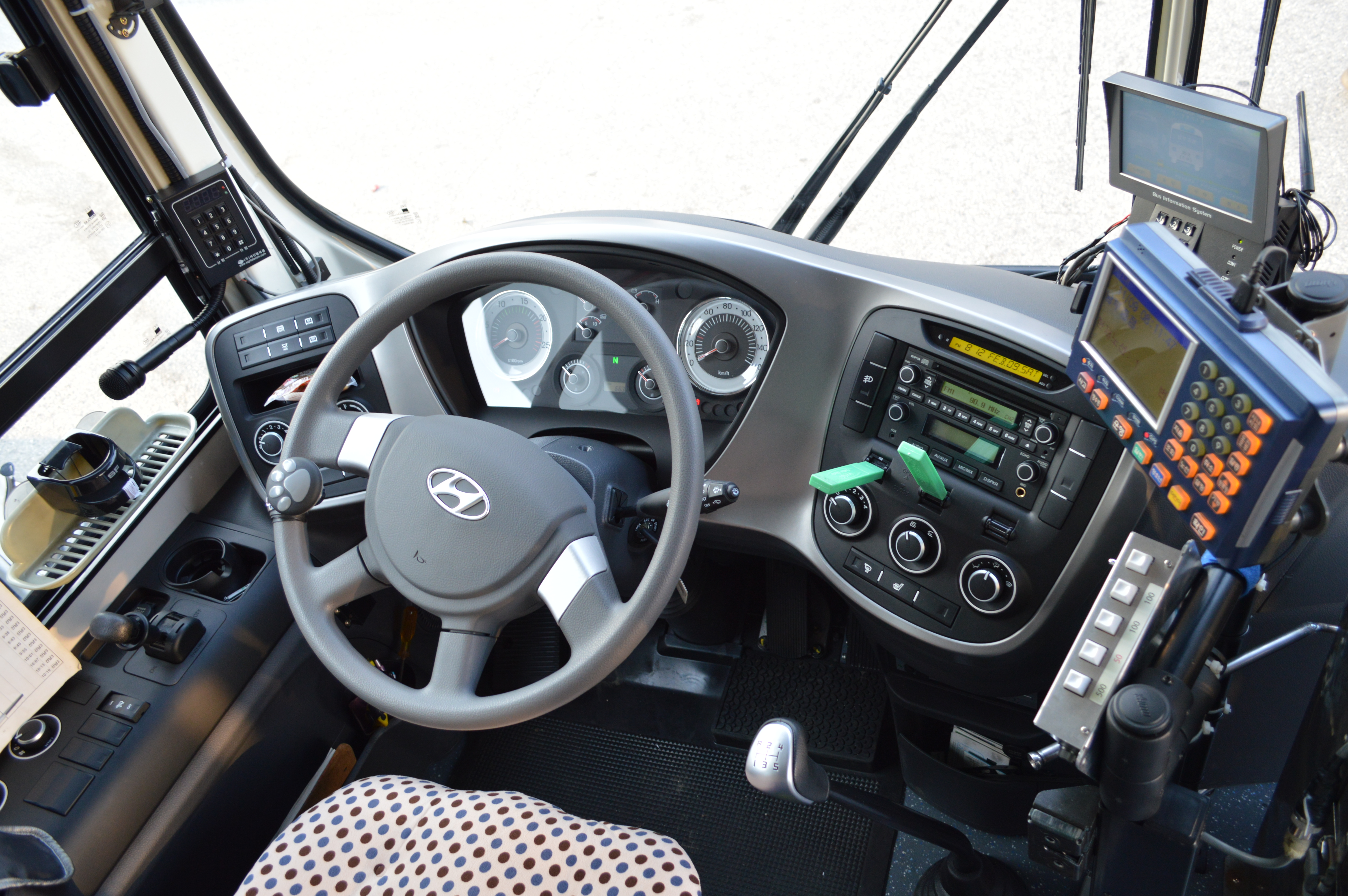
뉴 슈퍼 에어로시티 시내좌석 페이스리프트 2014년식 운전대
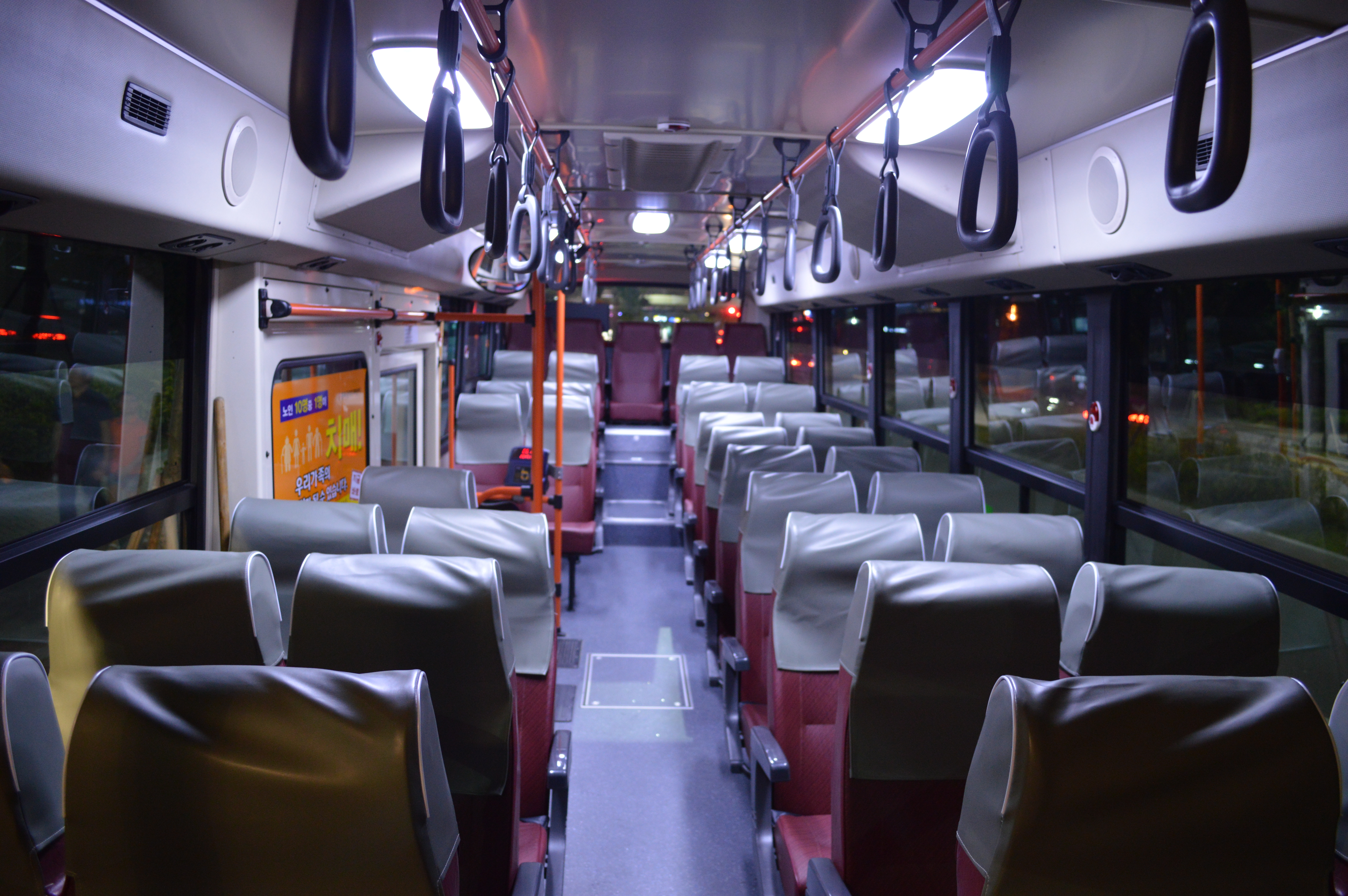
뉴 슈퍼 에어로시티 시내좌석 페이스리프트 2014년식 내부
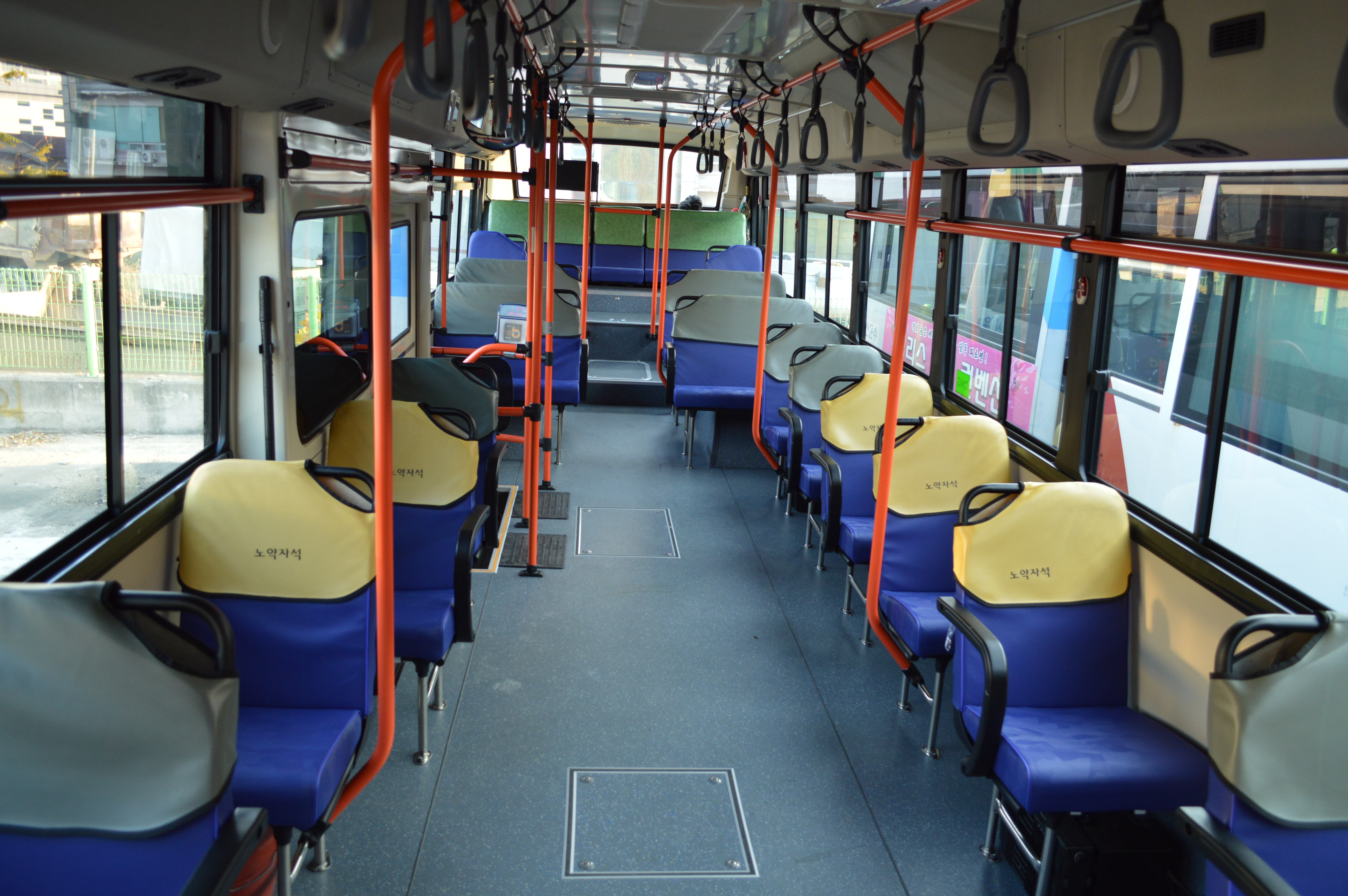
뉴 슈퍼 에어로시티 도시표준형 페이스리프트2014년식 내부
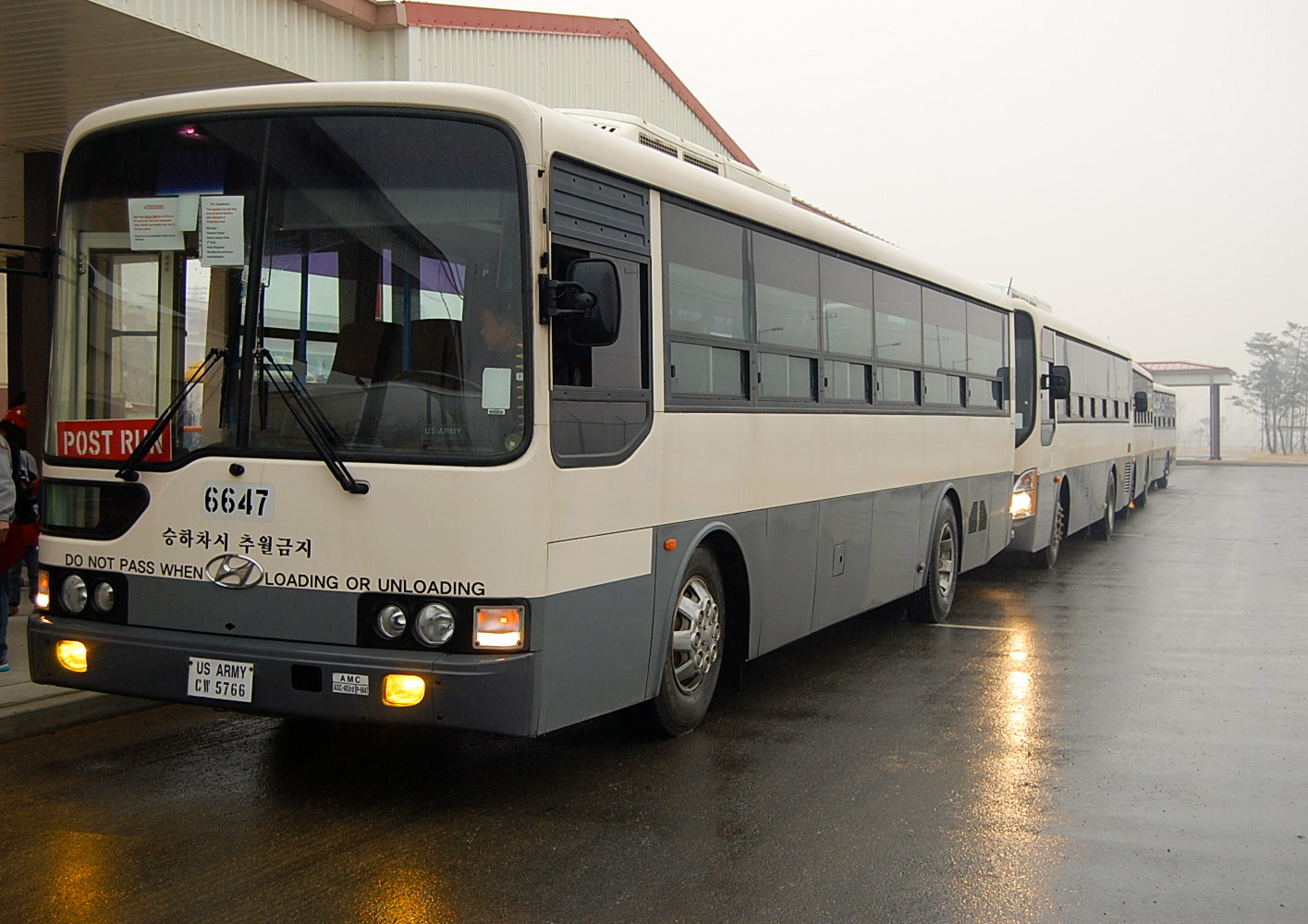
현대 에어로시티
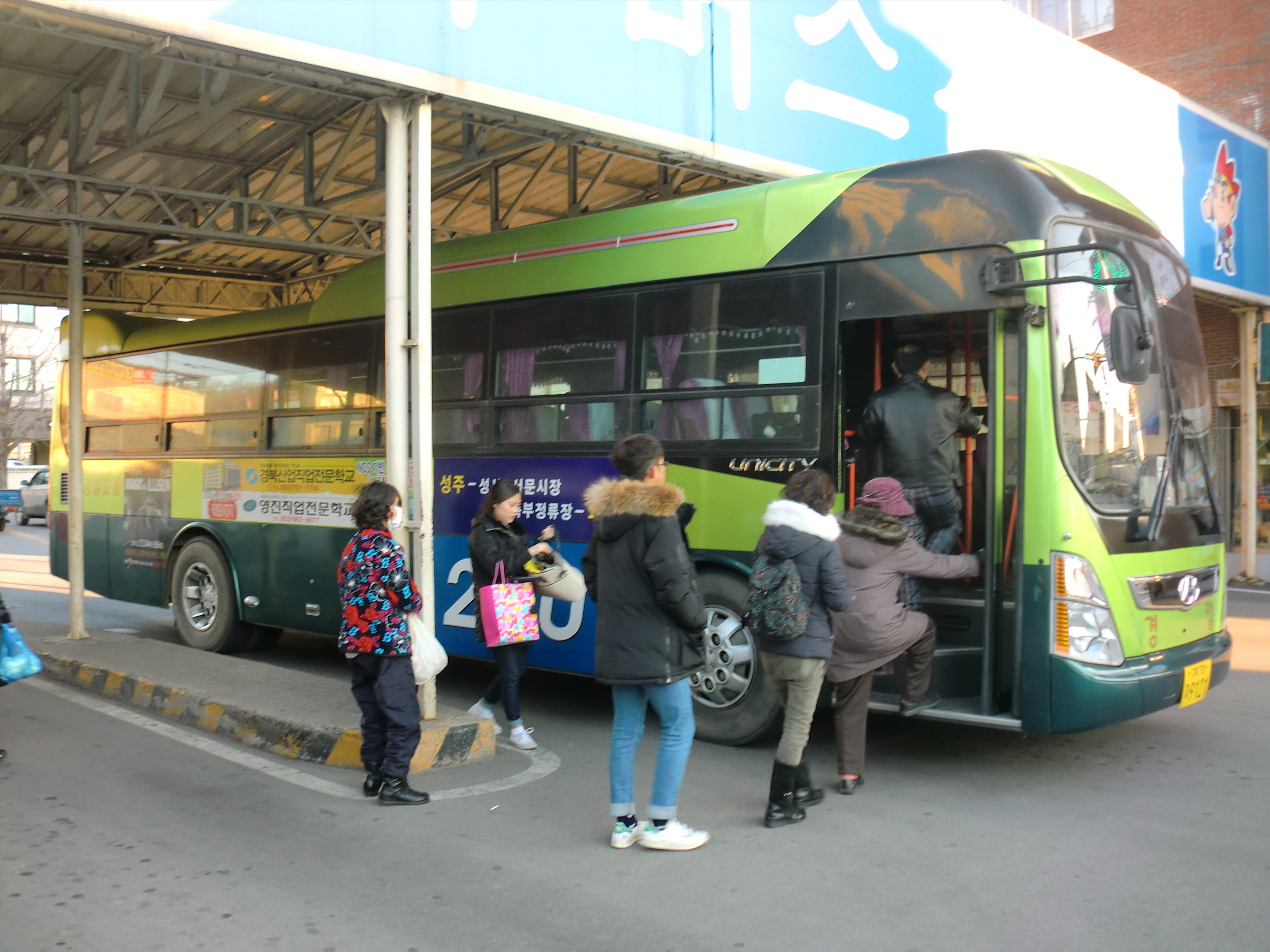
농어촌버스
내부
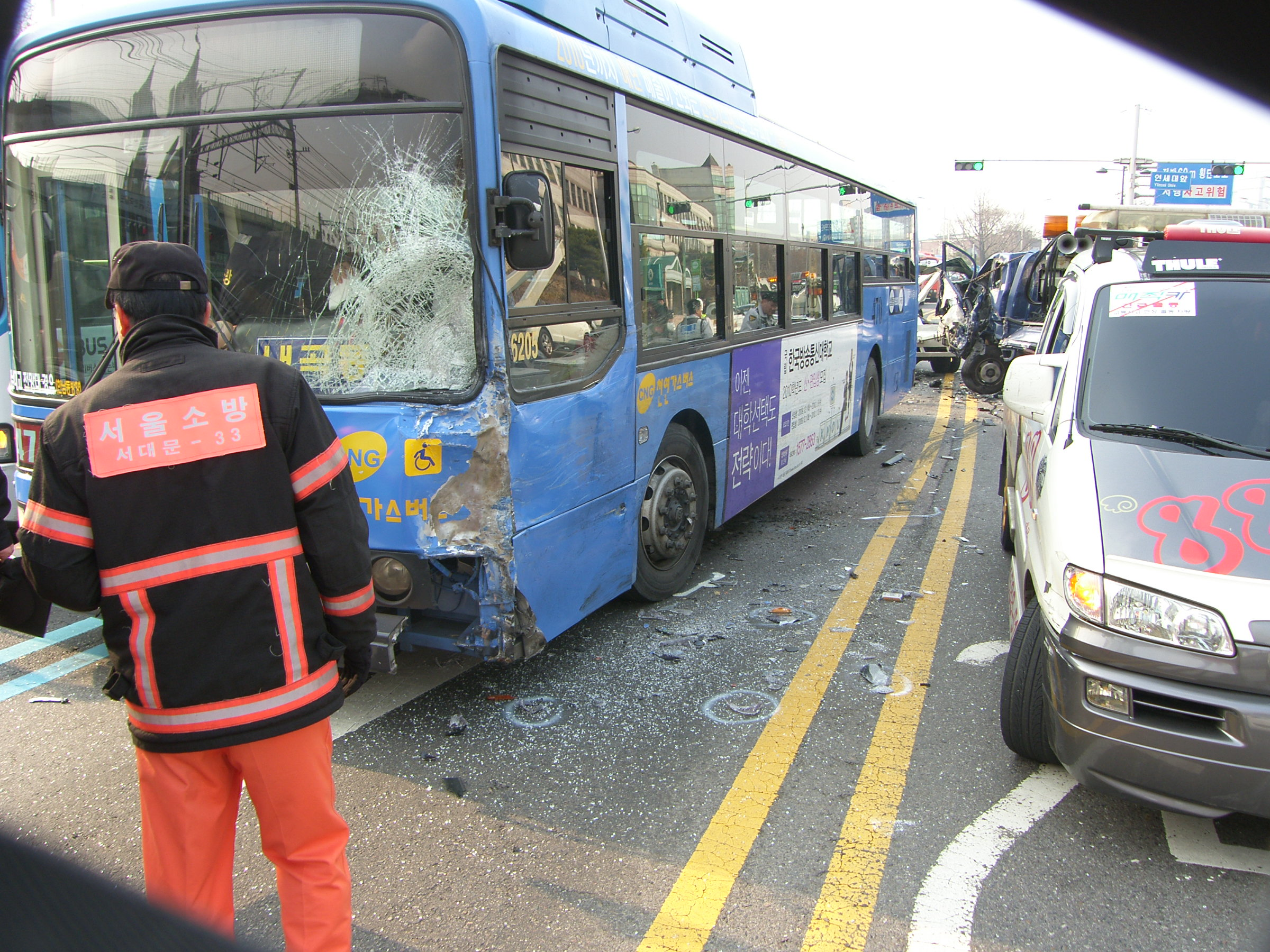
에어로시티 교통사고 현장
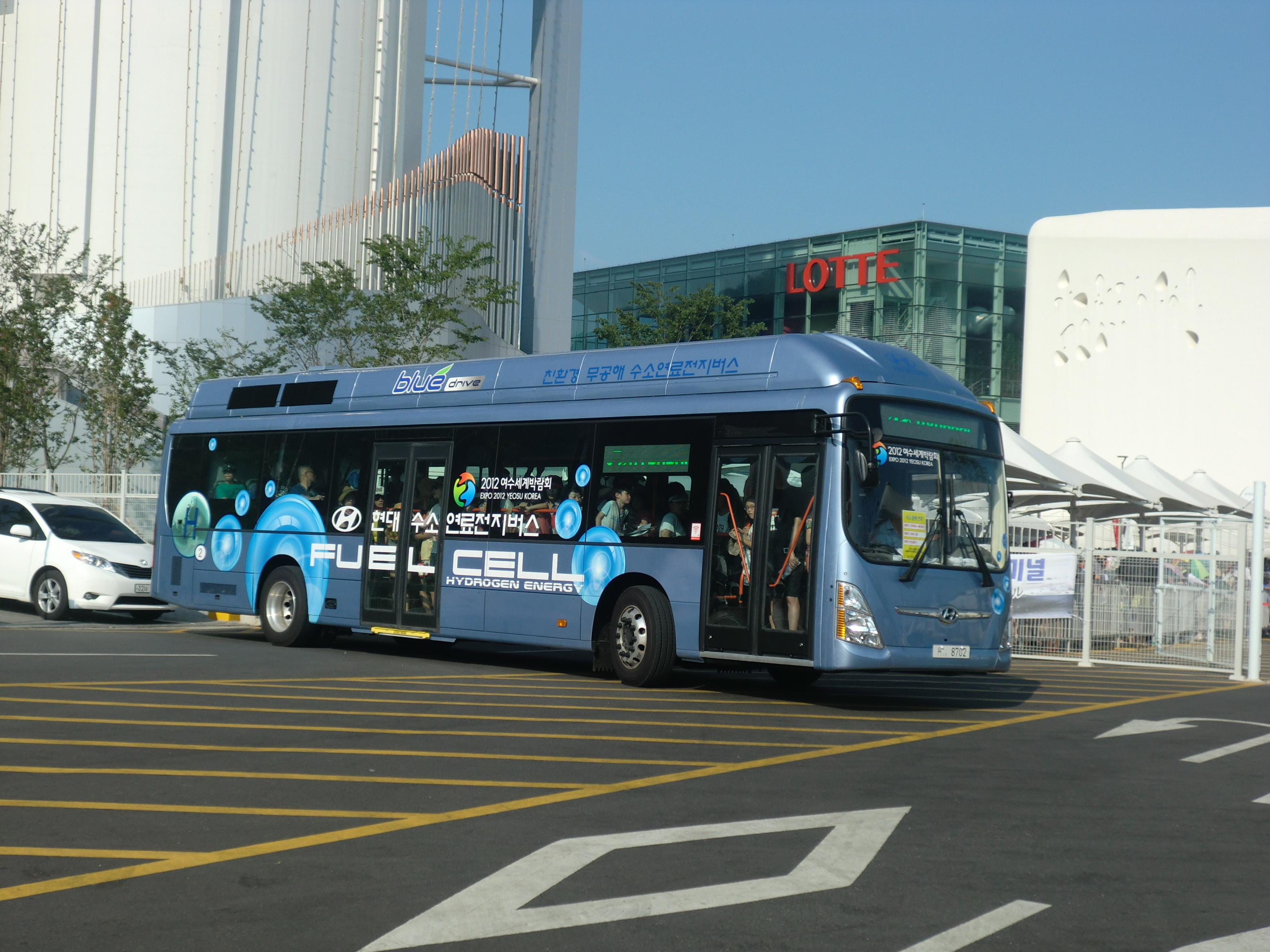
전기버스
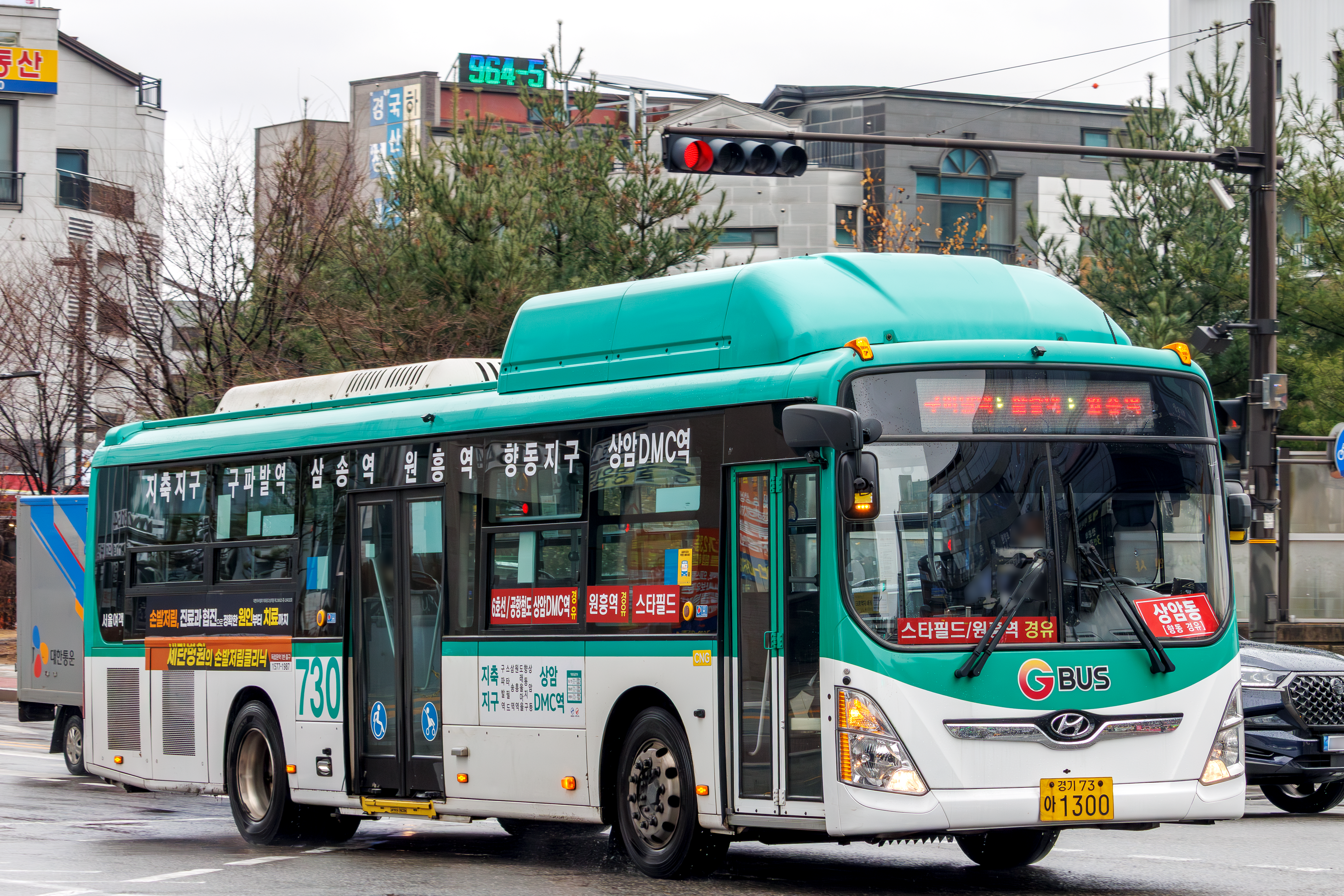
경기 고양시 서울여객 소속 730번 2018년식 저상 뉴 슈퍼 에어로시티 2차 페이스리프트 천연가스버스
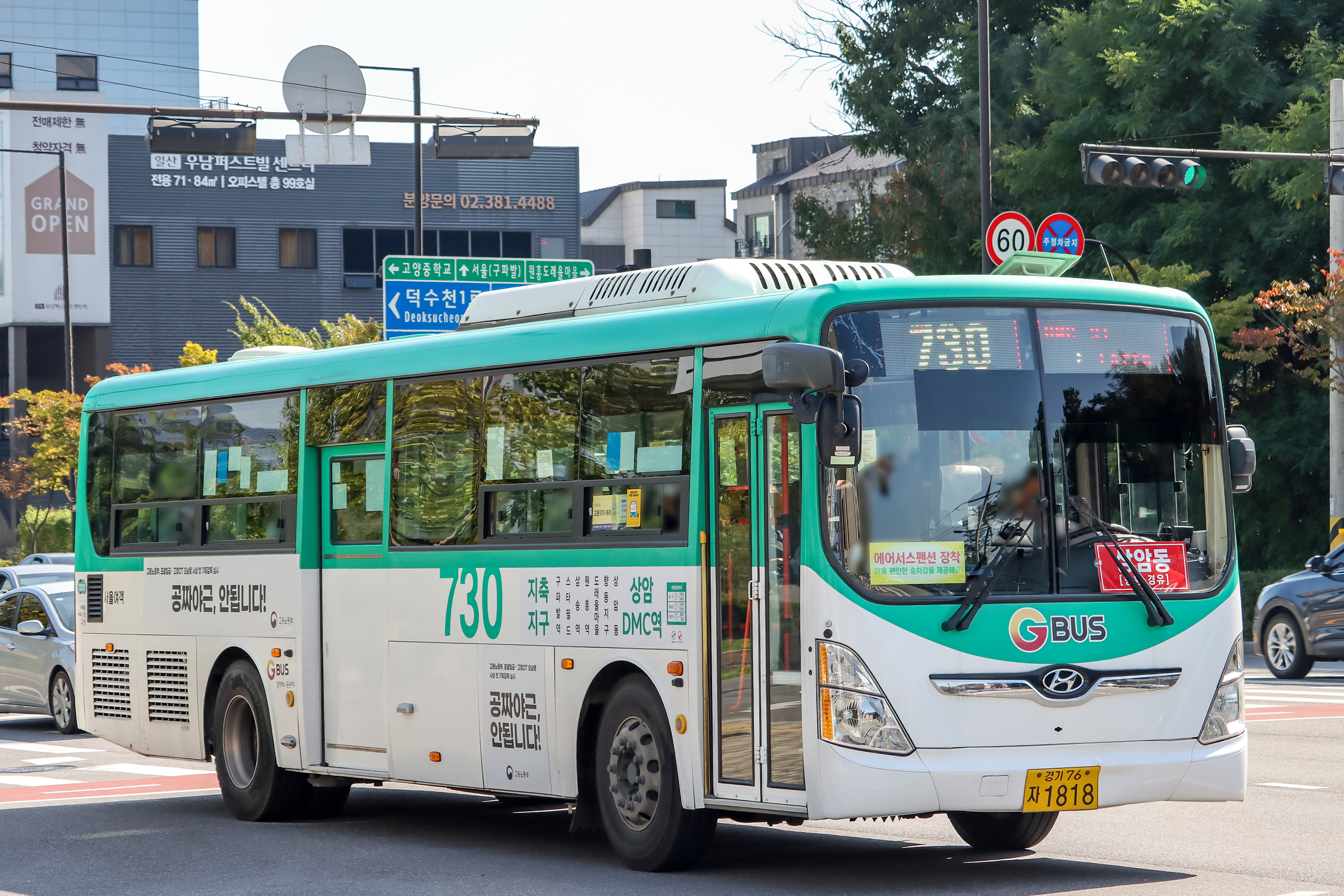
경기 고양시 서울여객 소속 730번 2018년식 뉴 슈퍼 에어로시티 2차 페이스리프트 천연가스버스
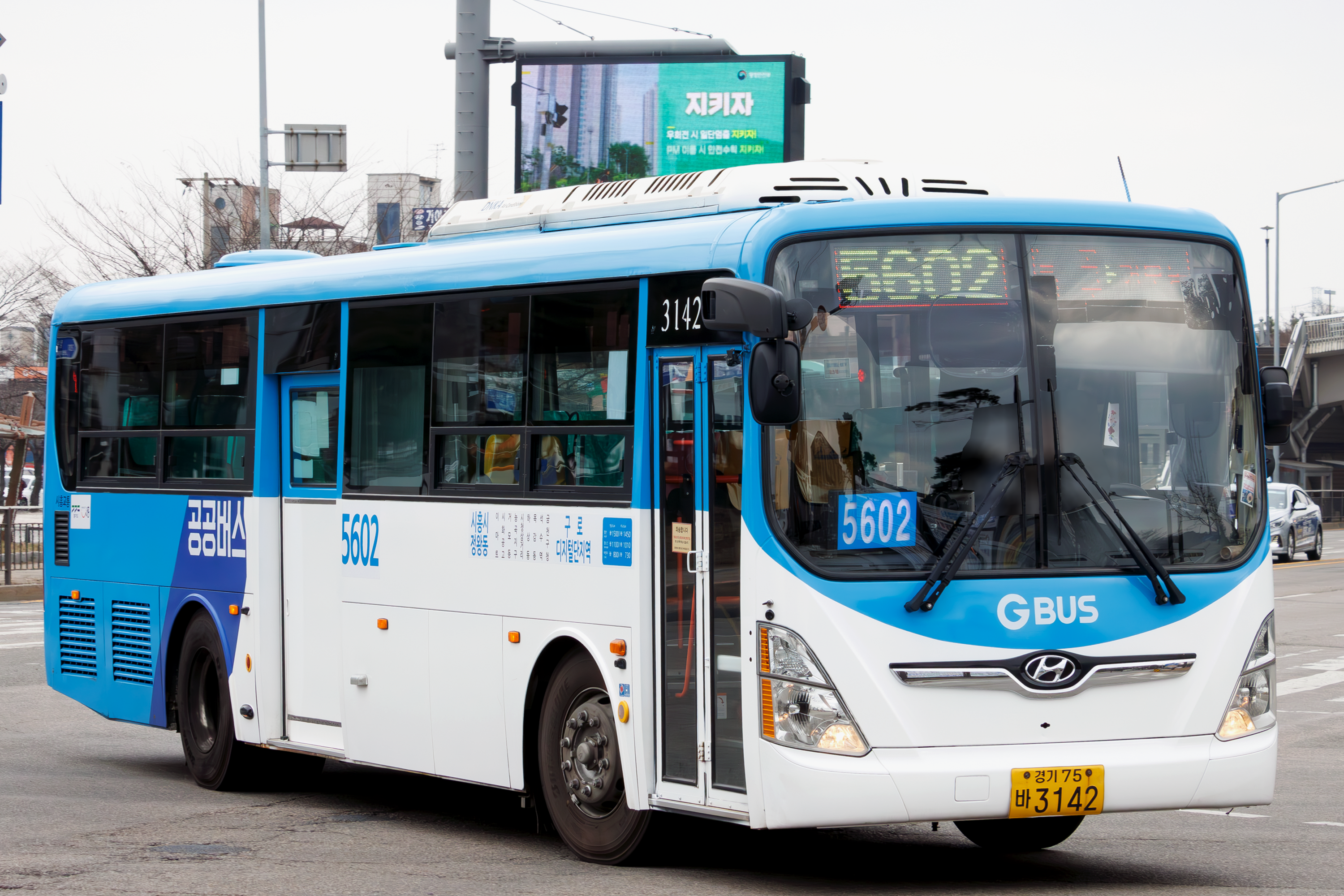
경기 시흥시 시흥교통 소속 5602번 2018년식 뉴 슈퍼 에어로시티 2차 페이스리프트 천연가스버스

## 각종 미디어에서의 등장

### 만화에서의 등장
- 헬로 카봇 - 카봇 세이버
- 터닝메카드 W 시즌 2 - 버키

### 비디오 게임에서의 등장
- 3D운전교실 - 에어로시티 구형
- OMSI 2

## 완구화
- 토키즈에서 프릭션 완구로 발매하였으나 현대자동차와의 라이센스를 습득하지 않아 전면과 후면에 실차 제조사의 로고가 아닌 토키즈의 로고가 있다. 지붕 뒷부분의 버튼 4개를 누르면 안내음성, 멜로디 등이 나온다.

## 같이 보기
- 현대 유니버스
- 현대 에어로
- 현대 그린시티 (구.글로벌 900)
- 현대 에어로타운
- 현대 블루시티
- 현대 일렉시티
- 현대 카운티
- 자일대우 BS
- 자일대우 BC
- 한국화이바 프리머스
- 에디슨 화이버드
- 에디슨 스마트 11
- AM 937
- 미쓰비시후소 에어로 스타